# 美少女戰士角色列表
此條目,為介紹由武內直子所創作的日本動漫《美少女戰士》的登場角色。
《美少女戰士》動畫系列,是由一群10名魔法少女組成的群體，以打擊各種試圖入侵地球、太陽系和銀河系的黑暗勢力。每名水手服戰士都會經歷至少一次的變身，她們都會獲得各自的主題顏色的制服及獨特元素的力量。除地球外，該10名名水手服戰士都以以太陽系的星體命名，包括月球。雖然許多角色都是具有超能力和魔法能力的人物，當中也包括擬人論的動物及外星生命體。
動畫系列中講述了主角月野兔與她的情人地場衛的故事，與她的4位守護者的冒險經歷。另外還有後來加入的豆釘兔（月野兔跟地場衛於未來的女兒），以及另外4名守護者。系列中的對手包括了「黑暗帝國」、「黑月王國」、「死亡毀滅者」、「死亡月亮馬戲團」，以及「銀河之影」。
該系列的作者武內直子最初的概念是一個名為《水手戰士V》的故事，水手服戰士Sailor V發現自己的神奇力量並用以保護地球的人類。在《水手戰士V》的漫畫推出後被提議用於動畫改編，武內直子改變了她的概念，把10名女英雄列入捍衛銀河系的戰士中。由漫畫改編的動畫及真人版系列加入了一些由製作人員創建的原創性人物，那些並非武內直子創作。
動畫配音方面，台灣配音版本分為華視（舊版）與MOMO親子台（新版）兩個版本，另外台灣劇場版的舊版配音為另一組陣容負責。另外，早期由於翻譯問題，漫畫與動畫版、港譯與台譯名字並不完全相同。
聲音的標記著電視動畫版 / 新作動畫Crystal版的順序。

## 主角

### 倩尼迪 公主，安迪米歐王子與小淑女一家
| 人物                                                                       | 配音員 | 備註 |
| 月野兔 （／/）                                                   | 三石琴乃、荒木香惠（第44-50集）→水原薰（Crystal）                                                            | 系列中的第一女主角，亦是美少女戰士中的公主。小兔是個冒失、愛哭、學業成績差但重情義的14歲女生，但她擁有大愛、同情心及理解別人的能力，夢想是成為一個新娘。小兔雖然愛哭，但其哭聲卻能造成超音波震攝敵人。小兔前世是月亮王國的希蕾妮蒂公主，與前世是地球王國的王子安迪米歐王子（地場衛）相戀。轉生後的月野兔能變身成為愛與正義的戰士以擊退侵擾月亮王國的人。她在未來成為了新希蕾妮蒂女王，並跟安迪米歐國王（地場衛）育有女兒小小兔。其守護星為月球，擁有銀千年王國留下來的寶物—魔幻銀水晶，用以淨化世界，為大地重新帶來希望，可使用它以擊退敵人，當她需要保護一個對她非常重要的人時，銀水晶便會發出強大無比的力量。月野兔於漫畫版的最終形態為Sailor Cosmos，推斷是來自比水晶東京更遙遠的未來。地场卫、天王遥和星野光会叫她江米团脑袋或肉丸子头，在小兔生氣的时候地場衛還曾經叫過她噘嘴面包。不過其變身後頭部的兩個紅點卻能偵測敵人的位置及聽到遠處平民的求救聲。 |
| 月野兔 （／/）                                                   | TVB：曾佩儀（第一季）→ 黃麗芳（第二季起） VCD：樂蔚（第一季）→ 曾佩儀（第三季起） Viutv： 楊婉潼（Crystal）  | 系列中的第一女主角，亦是美少女戰士中的公主。小兔是個冒失、愛哭、學業成績差但重情義的14歲女生，但她擁有大愛、同情心及理解別人的能力，夢想是成為一個新娘。小兔雖然愛哭，但其哭聲卻能造成超音波震攝敵人。小兔前世是月亮王國的希蕾妮蒂公主，與前世是地球王國的王子安迪米歐王子（地場衛）相戀。轉生後的月野兔能變身成為愛與正義的戰士以擊退侵擾月亮王國的人。她在未來成為了新希蕾妮蒂女王，並跟安迪米歐國王（地場衛）育有女兒小小兔。其守護星為月球，擁有銀千年王國留下來的寶物—魔幻銀水晶，用以淨化世界，為大地重新帶來希望，可使用它以擊退敵人，當她需要保護一個對她非常重要的人時，銀水晶便會發出強大無比的力量。月野兔於漫畫版的最終形態為Sailor Cosmos，推斷是來自比水晶東京更遙遠的未來。地场卫、天王遥和星野光会叫她江米团脑袋或肉丸子头，在小兔生氣的时候地場衛還曾經叫過她噘嘴面包。不過其變身後頭部的兩個紅點卻能偵測敵人的位置及聽到遠處平民的求救聲。 |
| 月野兔 （／/）                                                   | 王曉燕→趙薇（Crystal）                                                                                       | 系列中的第一女主角，亦是美少女戰士中的公主。小兔是個冒失、愛哭、學業成績差但重情義的14歲女生，但她擁有大愛、同情心及理解別人的能力，夢想是成為一個新娘。小兔雖然愛哭，但其哭聲卻能造成超音波震攝敵人。小兔前世是月亮王國的希蕾妮蒂公主，與前世是地球王國的王子安迪米歐王子（地場衛）相戀。轉生後的月野兔能變身成為愛與正義的戰士以擊退侵擾月亮王國的人。她在未來成為了新希蕾妮蒂女王，並跟安迪米歐國王（地場衛）育有女兒小小兔。其守護星為月球，擁有銀千年王國留下來的寶物—魔幻銀水晶，用以淨化世界，為大地重新帶來希望，可使用它以擊退敵人，當她需要保護一個對她非常重要的人時，銀水晶便會發出強大無比的力量。月野兔於漫畫版的最終形態為Sailor Cosmos，推斷是來自比水晶東京更遙遠的未來。地场卫、天王遥和星野光会叫她江米团脑袋或肉丸子头，在小兔生氣的时候地場衛還曾經叫過她噘嘴面包。不過其變身後頭部的兩個紅點卻能偵測敵人的位置及聽到遠處平民的求救聲。 |
| 月野兔 （／/）                                                   | （華視版本）：賀世芳、（MOMO親子台版本）： Crystal：謝佼娟                                                   | 系列中的第一女主角，亦是美少女戰士中的公主。小兔是個冒失、愛哭、學業成績差但重情義的14歲女生，但她擁有大愛、同情心及理解別人的能力，夢想是成為一個新娘。小兔雖然愛哭，但其哭聲卻能造成超音波震攝敵人。小兔前世是月亮王國的希蕾妮蒂公主，與前世是地球王國的王子安迪米歐王子（地場衛）相戀。轉生後的月野兔能變身成為愛與正義的戰士以擊退侵擾月亮王國的人。她在未來成為了新希蕾妮蒂女王，並跟安迪米歐國王（地場衛）育有女兒小小兔。其守護星為月球，擁有銀千年王國留下來的寶物—魔幻銀水晶，用以淨化世界，為大地重新帶來希望，可使用它以擊退敵人，當她需要保護一個對她非常重要的人時，銀水晶便會發出強大無比的力量。月野兔於漫畫版的最終形態為Sailor Cosmos，推斷是來自比水晶東京更遙遠的未來。地场卫、天王遥和星野光会叫她江米团脑袋或肉丸子头，在小兔生氣的时候地場衛還曾經叫過她噘嘴面包。不過其變身後頭部的兩個紅點卻能偵測敵人的位置及聽到遠處平民的求救聲。 |
| 地場衛 （禮服幪面俠／燕尾服蒙面俠／夜礼服假面）                  | 古谷徹 → 野島健兒（Crystal）                                                                                 | 系列中的第一男主角，前世為地球王國的守護者安迪米奧王子，跟月亮王國的相戀。其守護星為地球，黃金水晶的擁有者，同時亦是他的星宿種子。轉生到地球後的他是個平凡的大學生（漫畫早期設定為高中二年級生），小時候其父母因交通意外身亡，並自此失憶。這激發他長大後成為燕尾服蒙面俠，他跟月野兔有著一種特殊的心理連結，讓他可以感應得到對方正處於急險之中，並在水手服戰士們需要時與她們並肩作戰。在最初跟小兔的對抗關係之後，二人憶起他們的前世並再次相戀。 地場衛所擁有的黃金水晶，於漫畫版中發揮真正力量時，會變成未來水晶東京國王的權杖。在未來跟月野兔育有女兒小小兔。他在《美少女戰士Crystal》版中新增了戴眼鏡的設定。 |
| 地場衛 （禮服幪面俠／燕尾服蒙面俠／夜礼服假面）                  | TVB：馮錦堂 VCD：林保全（第一季）→黃健強（第二季）→劉昭文（第三季起） Viutv：嚴鎮華（Crystal）               | 系列中的第一男主角，前世為地球王國的守護者安迪米奧王子，跟月亮王國的相戀。其守護星為地球，黃金水晶的擁有者，同時亦是他的星宿種子。轉生到地球後的他是個平凡的大學生（漫畫早期設定為高中二年級生），小時候其父母因交通意外身亡，並自此失憶。這激發他長大後成為燕尾服蒙面俠，他跟月野兔有著一種特殊的心理連結，讓他可以感應得到對方正處於急險之中，並在水手服戰士們需要時與她們並肩作戰。在最初跟小兔的對抗關係之後，二人憶起他們的前世並再次相戀。 地場衛所擁有的黃金水晶，於漫畫版中發揮真正力量時，會變成未來水晶東京國王的權杖。在未來跟月野兔育有女兒小小兔。他在《美少女戰士Crystal》版中新增了戴眼鏡的設定。 |
| 地場衛 （禮服幪面俠／燕尾服蒙面俠／夜礼服假面）                  | 韓力 | 系列中的第一男主角，前世為地球王國的守護者安迪米奧王子，跟月亮王國的相戀。其守護星為地球，黃金水晶的擁有者，同時亦是他的星宿種子。轉生到地球後的他是個平凡的大學生（漫畫早期設定為高中二年級生），小時候其父母因交通意外身亡，並自此失憶。這激發他長大後成為燕尾服蒙面俠，他跟月野兔有著一種特殊的心理連結，讓他可以感應得到對方正處於急險之中，並在水手服戰士們需要時與她們並肩作戰。在最初跟小兔的對抗關係之後，二人憶起他們的前世並再次相戀。 地場衛所擁有的黃金水晶，於漫畫版中發揮真正力量時，會變成未來水晶東京國王的權杖。在未來跟月野兔育有女兒小小兔。他在《美少女戰士Crystal》版中新增了戴眼鏡的設定。 |
| 地場衛 （禮服幪面俠／燕尾服蒙面俠／夜礼服假面）                  | （華視版本）：曹冀魯、于正昇（第一季）→李猶龍（第二季）→ 符爽（第三季起） （MOMO親子台版本）： Crystal：張騰 | 系列中的第一男主角，前世為地球王國的守護者安迪米奧王子，跟月亮王國的相戀。其守護星為地球，黃金水晶的擁有者，同時亦是他的星宿種子。轉生到地球後的他是個平凡的大學生（漫畫早期設定為高中二年級生），小時候其父母因交通意外身亡，並自此失憶。這激發他長大後成為燕尾服蒙面俠，他跟月野兔有著一種特殊的心理連結，讓他可以感應得到對方正處於急險之中，並在水手服戰士們需要時與她們並肩作戰。在最初跟小兔的對抗關係之後，二人憶起他們的前世並再次相戀。 地場衛所擁有的黃金水晶，於漫畫版中發揮真正力量時，會變成未來水晶東京國王的權杖。在未來跟月野兔育有女兒小小兔。他在《美少女戰士Crystal》版中新增了戴眼鏡的設定。 |
| 小小兔  （水手小月亮／Sailor Chibi Moon） （Small Lady／小淑女） | 荒木香惠 → 福圓美里（Crystal）                                                                               | 系列中的第二女主角，是30世紀未來的新女王與安迪米奧國王的女兒，並為她取名為小淑女（Small Lady），其守護水晶為桃月水晶。她從未來30的世紀回到20世紀，目的是向美少女戰士們求助。她擁有法寶「露娜P」，可變出實用的物件或通訊器，並於《美少女戰士S》中學習變身成為美少女戰士Sailor Chibi Moon，跟Sailor Moon一起訓練成為水手服戰士。由於她的思想比她20世紀的母親月野兔更成熟，故她們有著一種對抗的關係，但隨著系列的發展，二人發展出一種深厚的關係。小小兔希望自己長大後成為跟母親一樣的女生。她對身為未來父親的地場衛有一種戀父情意結般的表現，但在《Super S》中愛上天馬艾利歐斯。 |
| 小小兔  （水手小月亮／Sailor Chibi Moon） （Small Lady／小淑女） | TVB：林元春 VCD：呂慕慈 Viutv：陳姻岐 (Crystal)                                                              | 系列中的第二女主角，是30世紀未來的新女王與安迪米奧國王的女兒，並為她取名為小淑女（Small Lady），其守護水晶為桃月水晶。她從未來30的世紀回到20世紀，目的是向美少女戰士們求助。她擁有法寶「露娜P」，可變出實用的物件或通訊器，並於《美少女戰士S》中學習變身成為美少女戰士Sailor Chibi Moon，跟Sailor Moon一起訓練成為水手服戰士。由於她的思想比她20世紀的母親月野兔更成熟，故她們有著一種對抗的關係，但隨著系列的發展，二人發展出一種深厚的關係。小小兔希望自己長大後成為跟母親一樣的女生。她對身為未來父親的地場衛有一種戀父情意結般的表現，但在《Super S》中愛上天馬艾利歐斯。 |
| 小小兔  （水手小月亮／Sailor Chibi Moon） （Small Lady／小淑女） | 刘艺 | 系列中的第二女主角，是30世紀未來的新女王與安迪米奧國王的女兒，並為她取名為小淑女（Small Lady），其守護水晶為桃月水晶。她從未來30的世紀回到20世紀，目的是向美少女戰士們求助。她擁有法寶「露娜P」，可變出實用的物件或通訊器，並於《美少女戰士S》中學習變身成為美少女戰士Sailor Chibi Moon，跟Sailor Moon一起訓練成為水手服戰士。由於她的思想比她20世紀的母親月野兔更成熟，故她們有著一種對抗的關係，但隨著系列的發展，二人發展出一種深厚的關係。小小兔希望自己長大後成為跟母親一樣的女生。她對身為未來父親的地場衛有一種戀父情意結般的表現，但在《Super S》中愛上天馬艾利歐斯。 |
| 小小兔  （水手小月亮／Sailor Chibi Moon） （Small Lady／小淑女） | （華視版本）：丘梅君 （MOMO親子台版本）：龍顯蕙 Crystal：李昀晴、黃玉奇（黑色淑女）                          | 系列中的第二女主角，是30世紀未來的新女王與安迪米奧國王的女兒，並為她取名為小淑女（Small Lady），其守護水晶為桃月水晶。她從未來30的世紀回到20世紀，目的是向美少女戰士們求助。她擁有法寶「露娜P」，可變出實用的物件或通訊器，並於《美少女戰士S》中學習變身成為美少女戰士Sailor Chibi Moon，跟Sailor Moon一起訓練成為水手服戰士。由於她的思想比她20世紀的母親月野兔更成熟，故她們有著一種對抗的關係，但隨著系列的發展，二人發展出一種深厚的關係。小小兔希望自己長大後成為跟母親一樣的女生。她對身為未來父親的地場衛有一種戀父情意結般的表現，但在《Super S》中愛上天馬艾利歐斯。 |

### 內太陽系四戰士
| 人物                                                    | 配音員 | 備註 |
| 水野亞美 （Sailor Mercury/水星仙子/水兵水星） | 久川綾 → 金元壽子（Crystal）                                                                                       | 系列中的女主角之一。父親是日本畫家，母親是醫生，父母已經離異，與母親同住在高級住宅中。水野亞美跟月野兔是同校同學，是一個溫柔沉靜且聰明伶俐的資優生，傳聞智商為IQ300的天才少女，全國成績第一的中學生。亞美對學習的熱情及照顧她周遭的人都被她羞澀的外表掩蓋，她暗地裡是流行文化和浪漫小說的粉絲，當她被指出的時候往往感到尷尬。亞美最終的夢想是成為像母親一樣出色的醫生，而且往往是小組中應付實際問題的人。她在機緣下成為Sailor Mercury，是內太陽系四位守護戰士之一，是水與智慧的戰士，能運用水星的力量。亞美還懂得使用掌上電腦，能夠掃描、檢測和分析所有她需要的資訊，可以說是五位戰士中的軍師，使用實用的戰略對付敵人。 |
| 水野亞美 （Sailor Mercury/水星仙子/水兵水星） | TVB：梁少霞 Viutv：朱婉雯（Crystal） VCD：陸惠玲（第一季）→ 楊麗仙（第二季）→ 陳燕玲（第三季）→ 劉惠雲（第四季起） | 系列中的女主角之一。父親是日本畫家，母親是醫生，父母已經離異，與母親同住在高級住宅中。水野亞美跟月野兔是同校同學，是一個溫柔沉靜且聰明伶俐的資優生，傳聞智商為IQ300的天才少女，全國成績第一的中學生。亞美對學習的熱情及照顧她周遭的人都被她羞澀的外表掩蓋，她暗地裡是流行文化和浪漫小說的粉絲，當她被指出的時候往往感到尷尬。亞美最終的夢想是成為像母親一樣出色的醫生，而且往往是小組中應付實際問題的人。她在機緣下成為Sailor Mercury，是內太陽系四位守護戰士之一，是水與智慧的戰士，能運用水星的力量。亞美還懂得使用掌上電腦，能夠掃描、檢測和分析所有她需要的資訊，可以說是五位戰士中的軍師，使用實用的戰略對付敵人。 |
| 水野亞美 （Sailor Mercury/水星仙子/水兵水星） | 蘭燕（第一季）→劉子煜（第二季）                                                                                    | 系列中的女主角之一。父親是日本畫家，母親是醫生，父母已經離異，與母親同住在高級住宅中。水野亞美跟月野兔是同校同學，是一個溫柔沉靜且聰明伶俐的資優生，傳聞智商為IQ300的天才少女，全國成績第一的中學生。亞美對學習的熱情及照顧她周遭的人都被她羞澀的外表掩蓋，她暗地裡是流行文化和浪漫小說的粉絲，當她被指出的時候往往感到尷尬。亞美最終的夢想是成為像母親一樣出色的醫生，而且往往是小組中應付實際問題的人。她在機緣下成為Sailor Mercury，是內太陽系四位守護戰士之一，是水與智慧的戰士，能運用水星的力量。亞美還懂得使用掌上電腦，能夠掃描、檢測和分析所有她需要的資訊，可以說是五位戰士中的軍師，使用實用的戰略對付敵人。 |
| 水野亞美 （Sailor Mercury/水星仙子/水兵水星） | 華視版本：陳美貞（第一季前期）→待查（第一季後期）→盧亮妤（第二季起） MOMO親子台版本：劉如蘋 （Crystal）：黃玉奇    | 系列中的女主角之一。父親是日本畫家，母親是醫生，父母已經離異，與母親同住在高級住宅中。水野亞美跟月野兔是同校同學，是一個溫柔沉靜且聰明伶俐的資優生，傳聞智商為IQ300的天才少女，全國成績第一的中學生。亞美對學習的熱情及照顧她周遭的人都被她羞澀的外表掩蓋，她暗地裡是流行文化和浪漫小說的粉絲，當她被指出的時候往往感到尷尬。亞美最終的夢想是成為像母親一樣出色的醫生，而且往往是小組中應付實際問題的人。她在機緣下成為Sailor Mercury，是內太陽系四位守護戰士之一，是水與智慧的戰士，能運用水星的力量。亞美還懂得使用掌上電腦，能夠掃描、檢測和分析所有她需要的資訊，可以說是五位戰士中的軍師，使用實用的戰略對付敵人。 |
| 火野麗 （Sailor Mars/火星仙子/水兵火星）      | 富澤美智惠 → 佐藤利奈（Crystal）                                                                                   | 系列中的女主角之一，跟祖父居於火川神社的巫女。由於其巫女的工作，小麗有很強的靈能力，她具有限的預知能力，於動畫《美少女戰士S》的第一集曾經提及她對世界將迎來毀滅早有預感。即使她未變身也可使用其靈力及捲軸驅趕惡靈或消除邪惡。在動畫中跟其他女生分開就讀私立天主教學校的她，擁有能夠變身成為火和熱情的戰士Sailor Mars的能力，其守護星為火星，可運用火星力量是內太陽系四位守護戰士之一。她對所有事都非常認真和專注，夢想是成為一名女祭司。雖然她非常關心小兔，但常被小兔的懶惰惹惱，因此時常與小兔鬥嘴。火野麗擁有好嗓子，也喜歡唱歌。在改編動畫中，麗被描繪成為男孩瘋狂，還是個脾氣暴躁的女生。在漫畫版及真人版連續劇中，她被描述為對浪漫不感興趣並且加以自控的人。 漫畫版的短篇中曾提及過其父親為一名政治家。 |
| 火野麗 （Sailor Mars/火星仙子/水兵火星）      | TVB：盧素娟 Viutv：黃紫嫻（Crystal） VCD：梁少霞（第一季）→ 呂慕慈（第二季起）                                     | 系列中的女主角之一，跟祖父居於火川神社的巫女。由於其巫女的工作，小麗有很強的靈能力，她具有限的預知能力，於動畫《美少女戰士S》的第一集曾經提及她對世界將迎來毀滅早有預感。即使她未變身也可使用其靈力及捲軸驅趕惡靈或消除邪惡。在動畫中跟其他女生分開就讀私立天主教學校的她，擁有能夠變身成為火和熱情的戰士Sailor Mars的能力，其守護星為火星，可運用火星力量是內太陽系四位守護戰士之一。她對所有事都非常認真和專注，夢想是成為一名女祭司。雖然她非常關心小兔，但常被小兔的懶惰惹惱，因此時常與小兔鬥嘴。火野麗擁有好嗓子，也喜歡唱歌。在改編動畫中，麗被描繪成為男孩瘋狂，還是個脾氣暴躁的女生。在漫畫版及真人版連續劇中，她被描述為對浪漫不感興趣並且加以自控的人。 漫畫版的短篇中曾提及過其父親為一名政治家。 |
| 火野麗 （Sailor Mars/火星仙子/水兵火星）      | 鄧常蘭（第一季）→曹玉敏（第二季）                                                                                  | 系列中的女主角之一，跟祖父居於火川神社的巫女。由於其巫女的工作，小麗有很強的靈能力，她具有限的預知能力，於動畫《美少女戰士S》的第一集曾經提及她對世界將迎來毀滅早有預感。即使她未變身也可使用其靈力及捲軸驅趕惡靈或消除邪惡。在動畫中跟其他女生分開就讀私立天主教學校的她，擁有能夠變身成為火和熱情的戰士Sailor Mars的能力，其守護星為火星，可運用火星力量是內太陽系四位守護戰士之一。她對所有事都非常認真和專注，夢想是成為一名女祭司。雖然她非常關心小兔，但常被小兔的懶惰惹惱，因此時常與小兔鬥嘴。火野麗擁有好嗓子，也喜歡唱歌。在改編動畫中，麗被描繪成為男孩瘋狂，還是個脾氣暴躁的女生。在漫畫版及真人版連續劇中，她被描述為對浪漫不感興趣並且加以自控的人。 漫畫版的短篇中曾提及過其父親為一名政治家。 |
| 火野麗 （Sailor Mars/火星仙子/水兵火星）      | 華視版本：陳美貞（第一季）→汪世瑋（第二季）→龍顯蕙（第三季起） MOMO親子台版本：龍顯蕙 （Crystal）：連思宇          | 系列中的女主角之一，跟祖父居於火川神社的巫女。由於其巫女的工作，小麗有很強的靈能力，她具有限的預知能力，於動畫《美少女戰士S》的第一集曾經提及她對世界將迎來毀滅早有預感。即使她未變身也可使用其靈力及捲軸驅趕惡靈或消除邪惡。在動畫中跟其他女生分開就讀私立天主教學校的她，擁有能夠變身成為火和熱情的戰士Sailor Mars的能力，其守護星為火星，可運用火星力量是內太陽系四位守護戰士之一。她對所有事都非常認真和專注，夢想是成為一名女祭司。雖然她非常關心小兔，但常被小兔的懶惰惹惱，因此時常與小兔鬥嘴。火野麗擁有好嗓子，也喜歡唱歌。在改編動畫中，麗被描繪成為男孩瘋狂，還是個脾氣暴躁的女生。在漫畫版及真人版連續劇中，她被描述為對浪漫不感興趣並且加以自控的人。 漫畫版的短篇中曾提及過其父親為一名政治家。 |
| 木野真琴 （Sailor Jupiter/木星仙子/水兵木星） | 篠原惠美 → 小清水亞美（Crystal）                                                                                   | 系列中的女主角之一，月野兔班上的轉校生，據聞14歲的她由於打架而多次遭從前的學校開除。對於一般的女學生而言，她是十分高大而且力量強大。轉校後，由於學校沒有合適尺碼的校服供真琴穿著，故她獲准穿從前的校服上學。真琴的父母於多年前的一次飛機失事中喪生，所以她非常害怕飛機，並自此過著獨居生活並照顧自己。她為自己培養的興趣是家政、烹飪和園藝，其實是想藉此讓自己比較像女生。體能興趣上，她擅長徒手格鬥。戀愛中，她總對以前暗戀過的學長念念不忘，經常說男生「好像我以前喜歡的學長」。她的夢想是嫁給一個年輕英俊的男人，並擁有一家屬於自己的花店和蛋糕店。在動畫版中，她跟十郎（Seijuro）承認她有一個不再願意跟她說話的妹妹。 她變身後成為Sailor Jupiter，是雷電與勇氣的戰士，其守護星為木星，是內太陽系四位守護戰士之一，能操控木星相關的力量。 |
| 木野真琴 （Sailor Jupiter/木星仙子/水兵木星） | TVB：李秀儀 → 陸惠玲（第三季中段起） VCD：楊婉清 Viutv：石梓晴 (Crystal)                                           | 系列中的女主角之一，月野兔班上的轉校生，據聞14歲的她由於打架而多次遭從前的學校開除。對於一般的女學生而言，她是十分高大而且力量強大。轉校後，由於學校沒有合適尺碼的校服供真琴穿著，故她獲准穿從前的校服上學。真琴的父母於多年前的一次飛機失事中喪生，所以她非常害怕飛機，並自此過著獨居生活並照顧自己。她為自己培養的興趣是家政、烹飪和園藝，其實是想藉此讓自己比較像女生。體能興趣上，她擅長徒手格鬥。戀愛中，她總對以前暗戀過的學長念念不忘，經常說男生「好像我以前喜歡的學長」。她的夢想是嫁給一個年輕英俊的男人，並擁有一家屬於自己的花店和蛋糕店。在動畫版中，她跟十郎（Seijuro）承認她有一個不再願意跟她說話的妹妹。 她變身後成為Sailor Jupiter，是雷電與勇氣的戰士，其守護星為木星，是內太陽系四位守護戰士之一，能操控木星相關的力量。 |
| 木野真琴 （Sailor Jupiter/木星仙子/水兵木星） | 郝琳杰（第一季）→徐琳（第二季）                                                                                    | 系列中的女主角之一，月野兔班上的轉校生，據聞14歲的她由於打架而多次遭從前的學校開除。對於一般的女學生而言，她是十分高大而且力量強大。轉校後，由於學校沒有合適尺碼的校服供真琴穿著，故她獲准穿從前的校服上學。真琴的父母於多年前的一次飛機失事中喪生，所以她非常害怕飛機，並自此過著獨居生活並照顧自己。她為自己培養的興趣是家政、烹飪和園藝，其實是想藉此讓自己比較像女生。體能興趣上，她擅長徒手格鬥。戀愛中，她總對以前暗戀過的學長念念不忘，經常說男生「好像我以前喜歡的學長」。她的夢想是嫁給一個年輕英俊的男人，並擁有一家屬於自己的花店和蛋糕店。在動畫版中，她跟十郎（Seijuro）承認她有一個不再願意跟她說話的妹妹。 她變身後成為Sailor Jupiter，是雷電與勇氣的戰士，其守護星為木星，是內太陽系四位守護戰士之一，能操控木星相關的力量。 |
| 木野真琴 （Sailor Jupiter/木星仙子/水兵木星） | 華視版本：待查（第一季）→ 丘梅君 MOMO親子台版本：傅其慧 （Crystal）：張雅婕                                        | 系列中的女主角之一，月野兔班上的轉校生，據聞14歲的她由於打架而多次遭從前的學校開除。對於一般的女學生而言，她是十分高大而且力量強大。轉校後，由於學校沒有合適尺碼的校服供真琴穿著，故她獲准穿從前的校服上學。真琴的父母於多年前的一次飛機失事中喪生，所以她非常害怕飛機，並自此過著獨居生活並照顧自己。她為自己培養的興趣是家政、烹飪和園藝，其實是想藉此讓自己比較像女生。體能興趣上，她擅長徒手格鬥。戀愛中，她總對以前暗戀過的學長念念不忘，經常說男生「好像我以前喜歡的學長」。她的夢想是嫁給一個年輕英俊的男人，並擁有一家屬於自己的花店和蛋糕店。在動畫版中，她跟十郎（Seijuro）承認她有一個不再願意跟她說話的妹妹。 她變身後成為Sailor Jupiter，是雷電與勇氣的戰士，其守護星為木星，是內太陽系四位守護戰士之一，能操控木星相關的力量。 |
| 愛野美奈子 （Sailor Venus/金星仙子/水兵金星） | 深見梨加、住友七繪（第163集）→ 伊藤靜（Crystal）                                                                   | 系列中的女主角之一，是一位14歲的活潑的夢想家。美奈子首次出現於《水手戰士V》。她有一隻名叫「阿提密斯」的白貓，牠與其戀人—黑貓「露娜」一起對水手服戰士們進行訓練。美奈子的夢想是成為一位著名的歌手和偶像，並想盡辦法參與試鏡，運動中也擅長打排球。相比之下，她在真人版系列中成為一名成功的J-pop歌手（小兔、亞美和真琴都是其粉絲），但由於貧血而讓她的健康轉差，結果使她選擇把自己與其他戰士隔離。 美奈子是五位水手服戰士中最早覺醒的一人，過去一直以Sailor V身份孤軍作戰，目的是擊敗黑暗帝國的敵人以及尋找同伴。覺醒為愛與美的戰士Sailor Venus後，她成為內太陽系四位守護戰士之一，也是四位守護戰士的首領。其守護星為金星，可使用與金星相關的力量。由於她是最早覺醒的戰士，所以她的作戰經驗比其他戰士豐富。因為她與Sailor Moon的外表幾近相似，她同時擔任對方的保護者及誘餌的角色。在漫畫版本中，美奈子與Sailor Moon一樣擁有月亮形鏡子的變身法寶，在初期漫畫中被誤認為是月亮王國公主（為了保護真正的公主，而被植入自己身為公主的記憶）。武內直子另以其主角出版過《水手戰士V》的漫畫單行本。 |
| 愛野美奈子 （Sailor Venus/金星仙子/水兵金星） | TVB：鄭麗麗 VCD：陳安瑩 Viutv：劉曉樺 (Crystal)                                                                    | 系列中的女主角之一，是一位14歲的活潑的夢想家。美奈子首次出現於《水手戰士V》。她有一隻名叫「阿提密斯」的白貓，牠與其戀人—黑貓「露娜」一起對水手服戰士們進行訓練。美奈子的夢想是成為一位著名的歌手和偶像，並想盡辦法參與試鏡，運動中也擅長打排球。相比之下，她在真人版系列中成為一名成功的J-pop歌手（小兔、亞美和真琴都是其粉絲），但由於貧血而讓她的健康轉差，結果使她選擇把自己與其他戰士隔離。 美奈子是五位水手服戰士中最早覺醒的一人，過去一直以Sailor V身份孤軍作戰，目的是擊敗黑暗帝國的敵人以及尋找同伴。覺醒為愛與美的戰士Sailor Venus後，她成為內太陽系四位守護戰士之一，也是四位守護戰士的首領。其守護星為金星，可使用與金星相關的力量。由於她是最早覺醒的戰士，所以她的作戰經驗比其他戰士豐富。因為她與Sailor Moon的外表幾近相似，她同時擔任對方的保護者及誘餌的角色。在漫畫版本中，美奈子與Sailor Moon一樣擁有月亮形鏡子的變身法寶，在初期漫畫中被誤認為是月亮王國公主（為了保護真正的公主，而被植入自己身為公主的記憶）。武內直子另以其主角出版過《水手戰士V》的漫畫單行本。 |
| 愛野美奈子 （Sailor Venus/金星仙子/水兵金星） | 劉莉 | 系列中的女主角之一，是一位14歲的活潑的夢想家。美奈子首次出現於《水手戰士V》。她有一隻名叫「阿提密斯」的白貓，牠與其戀人—黑貓「露娜」一起對水手服戰士們進行訓練。美奈子的夢想是成為一位著名的歌手和偶像，並想盡辦法參與試鏡，運動中也擅長打排球。相比之下，她在真人版系列中成為一名成功的J-pop歌手（小兔、亞美和真琴都是其粉絲），但由於貧血而讓她的健康轉差，結果使她選擇把自己與其他戰士隔離。 美奈子是五位水手服戰士中最早覺醒的一人，過去一直以Sailor V身份孤軍作戰，目的是擊敗黑暗帝國的敵人以及尋找同伴。覺醒為愛與美的戰士Sailor Venus後，她成為內太陽系四位守護戰士之一，也是四位守護戰士的首領。其守護星為金星，可使用與金星相關的力量。由於她是最早覺醒的戰士，所以她的作戰經驗比其他戰士豐富。因為她與Sailor Moon的外表幾近相似，她同時擔任對方的保護者及誘餌的角色。在漫畫版本中，美奈子與Sailor Moon一樣擁有月亮形鏡子的變身法寶，在初期漫畫中被誤認為是月亮王國公主（為了保護真正的公主，而被植入自己身為公主的記憶）。武內直子另以其主角出版過《水手戰士V》的漫畫單行本。 |
| 愛野美奈子 （Sailor Venus/金星仙子/水兵金星） | 華視版本：陳美貞（第一季）→邱佩轝（第二季起） MOMO親子台版本：劉如蘋 （Crystal）：李昀晴                           | 系列中的女主角之一，是一位14歲的活潑的夢想家。美奈子首次出現於《水手戰士V》。她有一隻名叫「阿提密斯」的白貓，牠與其戀人—黑貓「露娜」一起對水手服戰士們進行訓練。美奈子的夢想是成為一位著名的歌手和偶像，並想盡辦法參與試鏡，運動中也擅長打排球。相比之下，她在真人版系列中成為一名成功的J-pop歌手（小兔、亞美和真琴都是其粉絲），但由於貧血而讓她的健康轉差，結果使她選擇把自己與其他戰士隔離。 美奈子是五位水手服戰士中最早覺醒的一人，過去一直以Sailor V身份孤軍作戰，目的是擊敗黑暗帝國的敵人以及尋找同伴。覺醒為愛與美的戰士Sailor Venus後，她成為內太陽系四位守護戰士之一，也是四位守護戰士的首領。其守護星為金星，可使用與金星相關的力量。由於她是最早覺醒的戰士，所以她的作戰經驗比其他戰士豐富。因為她與Sailor Moon的外表幾近相似，她同時擔任對方的保護者及誘餌的角色。在漫畫版本中，美奈子與Sailor Moon一樣擁有月亮形鏡子的變身法寶，在初期漫畫中被誤認為是月亮王國公主（為了保護真正的公主，而被植入自己身為公主的記憶）。武內直子另以其主角出版過《水手戰士V》的漫畫單行本。 |

### 外太陽系四戰士
外部太陽系戰士的職責主要是阻止外星人入侵太陽系。
| 人物                                                               | 配音員                                                                                            | 備註 |
| 天王遙 （Sailor Uranus/天王星仙子/水兵天王星）           | 緒方惠美 → 皆川純子（Crystal）                                                                    | 《美少女戰士S》首度登場人物。外太陽系三戰士之一，其身高是水手服戰士之中最高的，達180cm。。她善於利用天空的力量，她擁有的聖物為「宇宙之劍」，是外太陽系戰士擁有的三種聖物之一，在戰鬥中協助消滅敵人。性別常被誤會是可男可女，但武內直子曾在採訪中表示，天王遥無論變身前後皆為女性。 她生於富裕之家，性格善良，她運動能力很好，擅長跑步，不過她曾在第三季中表示能讓她有興趣的其實只有飆車。她會騎重機和開賽車(其車種設定為武內直子的愛車法拉利 F512M)，擁有出色的駕駛技能，並且渴望成為一名職業賽車手。她在動畫中喜歡異性裝扮，說話就像個男人，她與海王滿是情侶關係。她能夠變身成為Sailor Uranus，守護星是天王星，是天空與飛翔的戰士。跟敵人作戰時，她並不信任外來的幫助，只喜歡單獨跟Sailor Neptune一同行動，後來與Sailors Pluto及Sailors Saturn一起戰鬥。 天王遙跟海王滿的關係可說是比一眾美少女戰士們更牽絆緊密的搭檔。 |
| 天王遙 （Sailor Uranus/天王星仙子/水兵天王星）           | TVB：黃鳳英 VCD：朱妙蘭（第三至四季）→ 周恩恩（第五季） Viutv：羅婉楓（Crystal）                  | 《美少女戰士S》首度登場人物。外太陽系三戰士之一，其身高是水手服戰士之中最高的，達180cm。。她善於利用天空的力量，她擁有的聖物為「宇宙之劍」，是外太陽系戰士擁有的三種聖物之一，在戰鬥中協助消滅敵人。性別常被誤會是可男可女，但武內直子曾在採訪中表示，天王遥無論變身前後皆為女性。 她生於富裕之家，性格善良，她運動能力很好，擅長跑步，不過她曾在第三季中表示能讓她有興趣的其實只有飆車。她會騎重機和開賽車(其車種設定為武內直子的愛車法拉利 F512M)，擁有出色的駕駛技能，並且渴望成為一名職業賽車手。她在動畫中喜歡異性裝扮，說話就像個男人，她與海王滿是情侶關係。她能夠變身成為Sailor Uranus，守護星是天王星，是天空與飛翔的戰士。跟敵人作戰時，她並不信任外來的幫助，只喜歡單獨跟Sailor Neptune一同行動，後來與Sailors Pluto及Sailors Saturn一起戰鬥。 天王遙跟海王滿的關係可說是比一眾美少女戰士們更牽絆緊密的搭檔。 |
| 天王遙 （Sailor Uranus/天王星仙子/水兵天王星）           | 華視版本：邱佩轝 MOMO親子台版本：汪世瑋 （Crystal）：邱佩轝                                       | 《美少女戰士S》首度登場人物。外太陽系三戰士之一，其身高是水手服戰士之中最高的，達180cm。。她善於利用天空的力量，她擁有的聖物為「宇宙之劍」，是外太陽系戰士擁有的三種聖物之一，在戰鬥中協助消滅敵人。性別常被誤會是可男可女，但武內直子曾在採訪中表示，天王遥無論變身前後皆為女性。 她生於富裕之家，性格善良，她運動能力很好，擅長跑步，不過她曾在第三季中表示能讓她有興趣的其實只有飆車。她會騎重機和開賽車(其車種設定為武內直子的愛車法拉利 F512M)，擁有出色的駕駛技能，並且渴望成為一名職業賽車手。她在動畫中喜歡異性裝扮，說話就像個男人，她與海王滿是情侶關係。她能夠變身成為Sailor Uranus，守護星是天王星，是天空與飛翔的戰士。跟敵人作戰時，她並不信任外來的幫助，只喜歡單獨跟Sailor Neptune一同行動，後來與Sailors Pluto及Sailors Saturn一起戰鬥。 天王遙跟海王滿的關係可說是比一眾美少女戰士們更牽絆緊密的搭檔。 |
| 海王滿 （Sailor Neptune/海王星仙子/水兵海王星）          | 勝生真沙子 → 大原沙耶香（Crystal）                                                                | 《美少女戰士S》首度登場人物。外太陽系三戰士之一。她是聖物「深海之鏡」的擁有者，這有助於輔助其直覺並能揭示敵人的真身。美智留是一位優雅而才華橫溢的小提琴家和畫家，跟天王遙同樣出身於富裕之家。美智留的小提琴是市值五億日元的「海之聖堂」，她經常帶著它到外地表演。她是海洋與擁抱的戰士Sailor Neptune，其守護星是海王星，善用海洋的力量。在尋找到她的同伴Sailor Uranus之前，她已有一段時間獨自戰鬥。為了全面投入擔任水手服戰士的職責，美智留願意為此作出任何犧牲，她最終放棄了自己成為小提琴手的夢想。 她與天王遙不論在前世或在現今都有著很深的羈絆。 她在嘉拉西亞的對抗戰中與火野麗合作。 |
| 海王滿 （Sailor Neptune/海王星仙子/水兵海王星）          | TVB：蔡惠萍 Viutv：謝穎茵（Crystal） VCD：林美卿                                                  | 《美少女戰士S》首度登場人物。外太陽系三戰士之一。她是聖物「深海之鏡」的擁有者，這有助於輔助其直覺並能揭示敵人的真身。美智留是一位優雅而才華橫溢的小提琴家和畫家，跟天王遙同樣出身於富裕之家。美智留的小提琴是市值五億日元的「海之聖堂」，她經常帶著它到外地表演。她是海洋與擁抱的戰士Sailor Neptune，其守護星是海王星，善用海洋的力量。在尋找到她的同伴Sailor Uranus之前，她已有一段時間獨自戰鬥。為了全面投入擔任水手服戰士的職責，美智留願意為此作出任何犧牲，她最終放棄了自己成為小提琴手的夢想。 她與天王遙不論在前世或在現今都有著很深的羈絆。 她在嘉拉西亞的對抗戰中與火野麗合作。 |
| 海王滿 （Sailor Neptune/海王星仙子/水兵海王星）          | 華視版本：盧亮妤 MOMO親子台版本：傅其慧 （Crystal）：李昀晴                                       | 《美少女戰士S》首度登場人物。外太陽系三戰士之一。她是聖物「深海之鏡」的擁有者，這有助於輔助其直覺並能揭示敵人的真身。美智留是一位優雅而才華橫溢的小提琴家和畫家，跟天王遙同樣出身於富裕之家。美智留的小提琴是市值五億日元的「海之聖堂」，她經常帶著它到外地表演。她是海洋與擁抱的戰士Sailor Neptune，其守護星是海王星，善用海洋的力量。在尋找到她的同伴Sailor Uranus之前，她已有一段時間獨自戰鬥。為了全面投入擔任水手服戰士的職責，美智留願意為此作出任何犧牲，她最終放棄了自己成為小提琴手的夢想。 她與天王遙不論在前世或在現今都有著很深的羈絆。 她在嘉拉西亞的對抗戰中與火野麗合作。 |
| 冥王雪奈/冥王刹那 （Sailor Pluto/冥王星仙子/水兵冥王星） | 川島千代子 → 前田愛（Crystal）                                                                    | 《美少女戰士R》首度登場人物，外太陽系三戰士之一。她是一位神秘的女性，她首次出現已是Sailor Pluto的身分，是時空與變更的戰士。作為時間之門看守人的她，對時空的變異扭曲非常敏感。其守護星為冥王星，可運用時空的力量，是外太陽系三戰士的首領。其擁有的聖物是「冥空之鑰」具有穿越時空的能力，她有責任守衛時空之門，禁止未經授權的時空旅行者使用。但唯一的禁忌就是不可停止時間，否則必須要以性命作為代價。無論動漫版皆無交代她如何覺醒，以及其心靈水晶（石榴石）的事，然而她的石榴石水晶引導了Sailor Uranus及Sailor Neptune心靈水晶的覺醒。在漫畫原著中，她對安迪米奧國王似乎有些情愫。 她以一名大學生的身分出現於地球上，她的性格相當冷淡而且嚴厲，但也可以非常友好，並盡自己所能協助水手服戰士。她跟豆釘兔有著深厚的感情，她稱呼對方為「Small Lady」，而豆釘兔稱呼她為「阿布（Puu）」。雖然她跟豆釘兔是親密的朋友，但在她守衛著時空之門的漫漫長夜之後，她仍然帶著深深的孤獨感。Sailor Pluto的護身符是她的石榴石棒，它有助於她把時間凍結和攻擊敵人的力量。 漫畫版中，她動用時間停止是為了阻止狄文王子將兩顆幻之銀水晶碰撞，因為這會讓世界毀滅。 |
| 冥王雪奈/冥王刹那 （Sailor Pluto/冥王星仙子/水兵冥王星） | TVB：陸惠玲 Viutv：冼詠儀（Crystal） VCD：劉惠雲（第二季）→ 劉紅芳（第三季）→ 陳凱婷（第五季）    | 《美少女戰士R》首度登場人物，外太陽系三戰士之一。她是一位神秘的女性，她首次出現已是Sailor Pluto的身分，是時空與變更的戰士。作為時間之門看守人的她，對時空的變異扭曲非常敏感。其守護星為冥王星，可運用時空的力量，是外太陽系三戰士的首領。其擁有的聖物是「冥空之鑰」具有穿越時空的能力，她有責任守衛時空之門，禁止未經授權的時空旅行者使用。但唯一的禁忌就是不可停止時間，否則必須要以性命作為代價。無論動漫版皆無交代她如何覺醒，以及其心靈水晶（石榴石）的事，然而她的石榴石水晶引導了Sailor Uranus及Sailor Neptune心靈水晶的覺醒。在漫畫原著中，她對安迪米奧國王似乎有些情愫。 她以一名大學生的身分出現於地球上，她的性格相當冷淡而且嚴厲，但也可以非常友好，並盡自己所能協助水手服戰士。她跟豆釘兔有著深厚的感情，她稱呼對方為「Small Lady」，而豆釘兔稱呼她為「阿布（Puu）」。雖然她跟豆釘兔是親密的朋友，但在她守衛著時空之門的漫漫長夜之後，她仍然帶著深深的孤獨感。Sailor Pluto的護身符是她的石榴石棒，它有助於她把時間凍結和攻擊敵人的力量。 漫畫版中，她動用時間停止是為了阻止狄文王子將兩顆幻之銀水晶碰撞，因為這會讓世界毀滅。 |
| 冥王雪奈/冥王刹那 （Sailor Pluto/冥王星仙子/水兵冥王星） | 華視版本：汪世瑋（第二季）→李宛鳳（第三季）→謝佼娟（第五季） MOMO親子台版本： （Crystal）：連思宇 | 《美少女戰士R》首度登場人物，外太陽系三戰士之一。她是一位神秘的女性，她首次出現已是Sailor Pluto的身分，是時空與變更的戰士。作為時間之門看守人的她，對時空的變異扭曲非常敏感。其守護星為冥王星，可運用時空的力量，是外太陽系三戰士的首領。其擁有的聖物是「冥空之鑰」具有穿越時空的能力，她有責任守衛時空之門，禁止未經授權的時空旅行者使用。但唯一的禁忌就是不可停止時間，否則必須要以性命作為代價。無論動漫版皆無交代她如何覺醒，以及其心靈水晶（石榴石）的事，然而她的石榴石水晶引導了Sailor Uranus及Sailor Neptune心靈水晶的覺醒。在漫畫原著中，她對安迪米奧國王似乎有些情愫。 她以一名大學生的身分出現於地球上，她的性格相當冷淡而且嚴厲，但也可以非常友好，並盡自己所能協助水手服戰士。她跟豆釘兔有著深厚的感情，她稱呼對方為「Small Lady」，而豆釘兔稱呼她為「阿布（Puu）」。雖然她跟豆釘兔是親密的朋友，但在她守衛著時空之門的漫漫長夜之後，她仍然帶著深深的孤獨感。Sailor Pluto的護身符是她的石榴石棒，它有助於她把時間凍結和攻擊敵人的力量。 漫畫版中，她動用時間停止是為了阻止狄文王子將兩顆幻之銀水晶碰撞，因為這會讓世界毀滅。 |
| 土萌螢 （Sailor Saturn/土星仙子/水兵土星）               | 皆口裕子 → 藤井幸代（Crystal）                                                                    | 《美少女戰士S》首度登場人物，Sailor Saturn之轉世，是一個甜美而孤獨的女孩。她年幼時於父親的實驗室所發生的意外導致她嚴重受傷。在漫畫原作中，她的身體於事故中大部分被毀，後來被其父親以電子元件進行改造，成為父親的實驗對象。後來其父親為救她而跟死亡變種訂下契約。作為一位體弱多病的少女，阿螢跟豆釘兔認識後成為好朋友後，克服了圍繞著其家人的黑暗勢力。她經常沉思，作為人類的她擁有一種無法解釋的能力來治癒他人。 在漫畫版原著中，Sailor Saturn覺醒的條件是由阿遙的宇宙之劍，美智留的深海之鏡及冥王剎那的冥空之鑰同時發出光芒與力量，因而喚醒了她；然而在動畫版中，阿螢是女主人9號的宿主，阿螢的覺醒是由於一眾美少女戰士跟法老90進行最終決戰時，奪取豆釘兔的純真之心（漫畫版是豆釘兔的幻之銀水晶），使潛藏於其體內的土星力量得以覺醒。 阿螢覺醒成為水手服戰士Sailor Saturn，是沉默、毀滅與重生的戰士，也是水手服戰士中跟豆釘兔年紀最相近的一個。阿螢的守護星為土星，擁有「沉默之刃」的武器，而沉默之刃代表著死神，賦予她產生障礙和摧毀行星的力量，而其胸中的白花是她的護身符。Sailor Saturn的出現也預示著世界傾向毀滅。其戰士的職責是若果銀水晶的擁有人戰死，將現身使一切事物毀滅的戰士，但發動及運用這股力量把一切都毀滅時，也必須犧牲自己的生命。但她後來獲得Sailor Moon的力量得以轉世並於地球上重生。轉世後的阿螢由外太陽系三戰士共同養育，再度覺醒後的她仍與豆釘兔保持友誼。 五部動畫舊作中皆沒有其變身畫面。 |
| 土萌螢 （Sailor Saturn/土星仙子/水兵土星）               | TVB：沈小蘭 VCD：劉惠雲 Viutv：姜嘉蕾（Crystal）                                                  | 《美少女戰士S》首度登場人物，Sailor Saturn之轉世，是一個甜美而孤獨的女孩。她年幼時於父親的實驗室所發生的意外導致她嚴重受傷。在漫畫原作中，她的身體於事故中大部分被毀，後來被其父親以電子元件進行改造，成為父親的實驗對象。後來其父親為救她而跟死亡變種訂下契約。作為一位體弱多病的少女，阿螢跟豆釘兔認識後成為好朋友後，克服了圍繞著其家人的黑暗勢力。她經常沉思，作為人類的她擁有一種無法解釋的能力來治癒他人。 在漫畫版原著中，Sailor Saturn覺醒的條件是由阿遙的宇宙之劍，美智留的深海之鏡及冥王剎那的冥空之鑰同時發出光芒與力量，因而喚醒了她；然而在動畫版中，阿螢是女主人9號的宿主，阿螢的覺醒是由於一眾美少女戰士跟法老90進行最終決戰時，奪取豆釘兔的純真之心（漫畫版是豆釘兔的幻之銀水晶），使潛藏於其體內的土星力量得以覺醒。 阿螢覺醒成為水手服戰士Sailor Saturn，是沉默、毀滅與重生的戰士，也是水手服戰士中跟豆釘兔年紀最相近的一個。阿螢的守護星為土星，擁有「沉默之刃」的武器，而沉默之刃代表著死神，賦予她產生障礙和摧毀行星的力量，而其胸中的白花是她的護身符。Sailor Saturn的出現也預示著世界傾向毀滅。其戰士的職責是若果銀水晶的擁有人戰死，將現身使一切事物毀滅的戰士，但發動及運用這股力量把一切都毀滅時，也必須犧牲自己的生命。但她後來獲得Sailor Moon的力量得以轉世並於地球上重生。轉世後的阿螢由外太陽系三戰士共同養育，再度覺醒後的她仍與豆釘兔保持友誼。 五部動畫舊作中皆沒有其變身畫面。 |
| 土萌螢 （Sailor Saturn/土星仙子/水兵土星）               | 華視版本：謝佼娟 MOMO親子台版本：劉如蘋 （Crystal）：張雅婕                                       | 《美少女戰士S》首度登場人物，Sailor Saturn之轉世，是一個甜美而孤獨的女孩。她年幼時於父親的實驗室所發生的意外導致她嚴重受傷。在漫畫原作中，她的身體於事故中大部分被毀，後來被其父親以電子元件進行改造，成為父親的實驗對象。後來其父親為救她而跟死亡變種訂下契約。作為一位體弱多病的少女，阿螢跟豆釘兔認識後成為好朋友後，克服了圍繞著其家人的黑暗勢力。她經常沉思，作為人類的她擁有一種無法解釋的能力來治癒他人。 在漫畫版原著中，Sailor Saturn覺醒的條件是由阿遙的宇宙之劍，美智留的深海之鏡及冥王剎那的冥空之鑰同時發出光芒與力量，因而喚醒了她；然而在動畫版中，阿螢是女主人9號的宿主，阿螢的覺醒是由於一眾美少女戰士跟法老90進行最終決戰時，奪取豆釘兔的純真之心（漫畫版是豆釘兔的幻之銀水晶），使潛藏於其體內的土星力量得以覺醒。 阿螢覺醒成為水手服戰士Sailor Saturn，是沉默、毀滅與重生的戰士，也是水手服戰士中跟豆釘兔年紀最相近的一個。阿螢的守護星為土星，擁有「沉默之刃」的武器，而沉默之刃代表著死神，賦予她產生障礙和摧毀行星的力量，而其胸中的白花是她的護身符。Sailor Saturn的出現也預示著世界傾向毀滅。其戰士的職責是若果銀水晶的擁有人戰死，將現身使一切事物毀滅的戰士，但發動及運用這股力量把一切都毀滅時，也必須犧牲自己的生命。但她後來獲得Sailor Moon的力量得以轉世並於地球上重生。轉世後的阿螢由外太陽系三戰士共同養育，再度覺醒後的她仍與豆釘兔保持友誼。 五部動畫舊作中皆沒有其變身畫面。 |

## 配角

### 貓咪夥伴
在動畫系列中，有三隻不同的貓咪角色，牠們各自擔任其擁有者的顧問。牠們都擁有人類語言的力量，並且額頭上都有一個新月符號。
兩隻較年長的貓—露娜及阿提密斯，於幾千年以前居於月亮王國，並擔任倩妮迪女王的顧問；而年輕的黛安娜則生於地球。三隻貓咪都是作為美少女戰士的導師及知己，訊息來源、新工具以及特殊物品的提供者。
牠們有不同的身體形態，並有更深層次的背景故事，還有二貓之間單相思的愛。
雖然露娜於三貓之中佔的比例較大，然而阿提密斯是最早出現的貓咪角色，他在《美少女戰士》之前的漫畫《水手戰士V》中佔據了顯著位置。
在漫畫的第46集裡，三貓被冒牌的水手服戰士Sailor Tin Nyanko（牠們所屬的貓星戰士）攻擊。阿提密斯稱貓星為一個愛好和平的世界，但Sailor Tin Nyanko告訴他指，Sailor Galaxia在他和露娜離開了貓星以後，把貓星的子民都消滅了。Sailor Tin Nyanko把新月符號烙印於三貓的前額上，牠們就變成普通的貓咪般無法說人類的語言。後來，火球公主告知月野兔指牠們三個擁有強大的星宿種子，其力量有如水手水晶般強大。在漫畫的第48集，牠們被帶到「忘川」並且被Sailor Lethe殺害。在系列結束時，牠們隨著其他人一起轉世。
| 人物                         | 配音員 | 備註 |
| 露娜（Luna）                 | 潘惠子 → 廣橋涼（Crystal） | 雌性黑貓，其前世是倩妮迪女王的顧問，也是倩妮迪公主忠誠的僕人。當月亮王國淪陷時，倩妮迪女王讓她跟阿提密斯沉睡，並派遣牠們到地球照顧在那裡重生的水手服戰士們。露娜的部分記憶受到抑制，所以她必須尋找眾水手服戰士才有望恢復。露娜會說人類的語言，額頭上有一個彎月的記號，如果被蓋住則不能說話，而且其他能力也會大大降低。她首次遇見月野兔便指導她成為水手服戰士Sailor Moon，並此後成為月野兔的搭檔，但她並沒有意識到她實際上就是倩妮迪公主的轉世。露娜還喚醒眾水手服戰士，為她們提供新的變身筆、通訊器等特殊物品，然而未有說明那些物品從何而來。她亦開啟遊樂場的地下室作為基地。在整個系列中，露娜跟阿兔建立了緊密的聯繫，儘管牠經常不請自來的給予建議，讓阿兔經常受到打擾。 牠與阿提密斯有著隱藏的戀人關係，牠們倆育有女兒戴安娜，當牠們仨遇見的時候關係便會得到證實。在《美少女戰士Sailor Stars》中，露娜愛上了星光戰士三人組中的夜天光。 在漫畫的番外篇《輝夜姬的戀人（漫畫單行本第11集）》中，描述露娜愛上人類的故事，她變成了一位紫髮女孩，最後在疑幻疑真中實現夢想。這個故事改編為《美少女戰士S劇場版電影》，露娜於當中首次變身成為人類。患上感冒的露娜試圖找到回家的路，儘管阿提密斯請求跟她一起去。她最終躺在街上，直至被人救起免於死亡。 在真人版電影中，她亦可變身成為戰士。在水手之星篇揭露為「貓星人」。 |
| 露娜（Luna）                 | TVB：雷碧娜 VCD：楊婉清 Viutv：黃鳳英 (Crystal)                                                                                   | 雌性黑貓，其前世是倩妮迪女王的顧問，也是倩妮迪公主忠誠的僕人。當月亮王國淪陷時，倩妮迪女王讓她跟阿提密斯沉睡，並派遣牠們到地球照顧在那裡重生的水手服戰士們。露娜的部分記憶受到抑制，所以她必須尋找眾水手服戰士才有望恢復。露娜會說人類的語言，額頭上有一個彎月的記號，如果被蓋住則不能說話，而且其他能力也會大大降低。她首次遇見月野兔便指導她成為水手服戰士Sailor Moon，並此後成為月野兔的搭檔，但她並沒有意識到她實際上就是倩妮迪公主的轉世。露娜還喚醒眾水手服戰士，為她們提供新的變身筆、通訊器等特殊物品，然而未有說明那些物品從何而來。她亦開啟遊樂場的地下室作為基地。在整個系列中，露娜跟阿兔建立了緊密的聯繫，儘管牠經常不請自來的給予建議，讓阿兔經常受到打擾。 牠與阿提密斯有著隱藏的戀人關係，牠們倆育有女兒戴安娜，當牠們仨遇見的時候關係便會得到證實。在《美少女戰士Sailor Stars》中，露娜愛上了星光戰士三人組中的夜天光。 在漫畫的番外篇《輝夜姬的戀人（漫畫單行本第11集）》中，描述露娜愛上人類的故事，她變成了一位紫髮女孩，最後在疑幻疑真中實現夢想。這個故事改編為《美少女戰士S劇場版電影》，露娜於當中首次變身成為人類。患上感冒的露娜試圖找到回家的路，儘管阿提密斯請求跟她一起去。她最終躺在街上，直至被人救起免於死亡。 在真人版電影中，她亦可變身成為戰士。在水手之星篇揭露為「貓星人」。 |
| 露娜（Luna）                 | 賈麗娜（第一季）→劉莉（第二季）                                                                                                   | 雌性黑貓，其前世是倩妮迪女王的顧問，也是倩妮迪公主忠誠的僕人。當月亮王國淪陷時，倩妮迪女王讓她跟阿提密斯沉睡，並派遣牠們到地球照顧在那裡重生的水手服戰士們。露娜的部分記憶受到抑制，所以她必須尋找眾水手服戰士才有望恢復。露娜會說人類的語言，額頭上有一個彎月的記號，如果被蓋住則不能說話，而且其他能力也會大大降低。她首次遇見月野兔便指導她成為水手服戰士Sailor Moon，並此後成為月野兔的搭檔，但她並沒有意識到她實際上就是倩妮迪公主的轉世。露娜還喚醒眾水手服戰士，為她們提供新的變身筆、通訊器等特殊物品，然而未有說明那些物品從何而來。她亦開啟遊樂場的地下室作為基地。在整個系列中，露娜跟阿兔建立了緊密的聯繫，儘管牠經常不請自來的給予建議，讓阿兔經常受到打擾。 牠與阿提密斯有著隱藏的戀人關係，牠們倆育有女兒戴安娜，當牠們仨遇見的時候關係便會得到證實。在《美少女戰士Sailor Stars》中，露娜愛上了星光戰士三人組中的夜天光。 在漫畫的番外篇《輝夜姬的戀人（漫畫單行本第11集）》中，描述露娜愛上人類的故事，她變成了一位紫髮女孩，最後在疑幻疑真中實現夢想。這個故事改編為《美少女戰士S劇場版電影》，露娜於當中首次變身成為人類。患上感冒的露娜試圖找到回家的路，儘管阿提密斯請求跟她一起去。她最終躺在街上，直至被人救起免於死亡。 在真人版電影中，她亦可變身成為戰士。在水手之星篇揭露為「貓星人」。 |
| 露娜（Luna）                 | 華視版本：李宛鳳（第一季一到四集、三十一集）→ 陳美貞（第一季第五集起）→ 丘梅君（第二季起） MOMO親子台版本：傅其慧 Crystal：連思宇 | 雌性黑貓，其前世是倩妮迪女王的顧問，也是倩妮迪公主忠誠的僕人。當月亮王國淪陷時，倩妮迪女王讓她跟阿提密斯沉睡，並派遣牠們到地球照顧在那裡重生的水手服戰士們。露娜的部分記憶受到抑制，所以她必須尋找眾水手服戰士才有望恢復。露娜會說人類的語言，額頭上有一個彎月的記號，如果被蓋住則不能說話，而且其他能力也會大大降低。她首次遇見月野兔便指導她成為水手服戰士Sailor Moon，並此後成為月野兔的搭檔，但她並沒有意識到她實際上就是倩妮迪公主的轉世。露娜還喚醒眾水手服戰士，為她們提供新的變身筆、通訊器等特殊物品，然而未有說明那些物品從何而來。她亦開啟遊樂場的地下室作為基地。在整個系列中，露娜跟阿兔建立了緊密的聯繫，儘管牠經常不請自來的給予建議，讓阿兔經常受到打擾。 牠與阿提密斯有著隱藏的戀人關係，牠們倆育有女兒戴安娜，當牠們仨遇見的時候關係便會得到證實。在《美少女戰士Sailor Stars》中，露娜愛上了星光戰士三人組中的夜天光。 在漫畫的番外篇《輝夜姬的戀人（漫畫單行本第11集）》中，描述露娜愛上人類的故事，她變成了一位紫髮女孩，最後在疑幻疑真中實現夢想。這個故事改編為《美少女戰士S劇場版電影》，露娜於當中首次變身成為人類。患上感冒的露娜試圖找到回家的路，儘管阿提密斯請求跟她一起去。她最終躺在街上，直至被人救起免於死亡。 在真人版電影中，她亦可變身成為戰士。在水手之星篇揭露為「貓星人」。 |
| 阿提密斯/亚迪密斯（Artemis） | 高戶靖廣 → 大林洋平（Crystal） | 雄性白貓，是愛野美奈子的搭檔，跟露娜一樣會說人類的語言。阿提密斯訓練愛野美奈子成為Sailor V，並在她成為Sailor Venus時仍然伴隨著她。他首先透過引導月野兔玩遊戲機中心內的Sailor V電視遊戲，然而沒有透露其真實身份。在動畫中，對於得知他就是一直指導她的人，露娜表現得非常惱火。後來，他跟露娜講述其真正使命的細節。在《水手V》漫畫和真人版系列中，阿提密斯為水手服戰士們提供了不同的特殊物品，儘管與露娜不同的是，他似乎並不是自己製作這些物品。他似乎並不介意自己的名字是以女神的名字來命名，即使被美奈子戲弄。 性格上，阿提密斯比露娜隨和，跟美奈子之間有如大哥的關係，雖然有時暗示著她具吸引力。在月亮王國時，牠與露娜是戀人，轉世後的他傾慕於露娜，並且非常關心她，經常在她心疼的時候安慰她。此外，在30世紀時，他跟露娜誕下女兒黛安娜，並戴安娜的好父親，她對他的愛就是一種證明。 |
| 阿提密斯/亚迪密斯（Artemis） | TVB：黎偉明 VCD：李智良→李建良（第四季） Viutv：黃龍傑 (Crystal)                                                                  | 雄性白貓，是愛野美奈子的搭檔，跟露娜一樣會說人類的語言。阿提密斯訓練愛野美奈子成為Sailor V，並在她成為Sailor Venus時仍然伴隨著她。他首先透過引導月野兔玩遊戲機中心內的Sailor V電視遊戲，然而沒有透露其真實身份。在動畫中，對於得知他就是一直指導她的人，露娜表現得非常惱火。後來，他跟露娜講述其真正使命的細節。在《水手V》漫畫和真人版系列中，阿提密斯為水手服戰士們提供了不同的特殊物品，儘管與露娜不同的是，他似乎並不是自己製作這些物品。他似乎並不介意自己的名字是以女神的名字來命名，即使被美奈子戲弄。 性格上，阿提密斯比露娜隨和，跟美奈子之間有如大哥的關係，雖然有時暗示著她具吸引力。在月亮王國時，牠與露娜是戀人，轉世後的他傾慕於露娜，並且非常關心她，經常在她心疼的時候安慰她。此外，在30世紀時，他跟露娜誕下女兒黛安娜，並戴安娜的好父親，她對他的愛就是一種證明。 |
| 阿提密斯/亚迪密斯（Artemis） | 劉喜瑞（第一季）→張明亮（第二季）                                                                                                 | 雄性白貓，是愛野美奈子的搭檔，跟露娜一樣會說人類的語言。阿提密斯訓練愛野美奈子成為Sailor V，並在她成為Sailor Venus時仍然伴隨著她。他首先透過引導月野兔玩遊戲機中心內的Sailor V電視遊戲，然而沒有透露其真實身份。在動畫中，對於得知他就是一直指導她的人，露娜表現得非常惱火。後來，他跟露娜講述其真正使命的細節。在《水手V》漫畫和真人版系列中，阿提密斯為水手服戰士們提供了不同的特殊物品，儘管與露娜不同的是，他似乎並不是自己製作這些物品。他似乎並不介意自己的名字是以女神的名字來命名，即使被美奈子戲弄。 性格上，阿提密斯比露娜隨和，跟美奈子之間有如大哥的關係，雖然有時暗示著她具吸引力。在月亮王國時，牠與露娜是戀人，轉世後的他傾慕於露娜，並且非常關心她，經常在她心疼的時候安慰她。此外，在30世紀時，他跟露娜誕下女兒黛安娜，並戴安娜的好父親，她對他的愛就是一種證明。 |
| 阿提密斯/亚迪密斯（Artemis） | 華視版本：于正昇（第一季）→ 符爽（第二季起） MOMO親子台版本： Crystal：吳愷笛                                                           | 雄性白貓，是愛野美奈子的搭檔，跟露娜一樣會說人類的語言。阿提密斯訓練愛野美奈子成為Sailor V，並在她成為Sailor Venus時仍然伴隨著她。他首先透過引導月野兔玩遊戲機中心內的Sailor V電視遊戲，然而沒有透露其真實身份。在動畫中，對於得知他就是一直指導她的人，露娜表現得非常惱火。後來，他跟露娜講述其真正使命的細節。在《水手V》漫畫和真人版系列中，阿提密斯為水手服戰士們提供了不同的特殊物品，儘管與露娜不同的是，他似乎並不是自己製作這些物品。他似乎並不介意自己的名字是以女神的名字來命名，即使被美奈子戲弄。 性格上，阿提密斯比露娜隨和，跟美奈子之間有如大哥的關係，雖然有時暗示著她具吸引力。在月亮王國時，牠與露娜是戀人，轉世後的他傾慕於露娜，並且非常關心她，經常在她心疼的時候安慰她。此外，在30世紀時，他跟露娜誕下女兒黛安娜，並戴安娜的好父親，她對他的愛就是一種證明。 |
| 戴安娜（Diana）              | 西原久美子 → 中川翔子（Crystal）                                                                                                  | 雌性灰色小貓，露娜與阿提密斯於30世紀未來的女兒。她跟露娜和阿提密斯一樣，會說人類的語言。當水手服戰士們於黑月帝國篇透過時空旅行到30世紀的未來時，她才首次出現。當眾人擊敗死亡幻影後，當水手服戰士們返回20世紀時，戴安娜便加入她們。在動畫中，她首次出現於《美少女戰士SuperS》，稱呼阿提密斯為父親，讓露娜最初感到沮喪。露娜直到後來才發現戴安娜是來自未來，而自己則是她的母親。戴安娜就如露娜與阿提密斯指導阿兔和美奈子一般，她是豆釘兔的守護者，也陪伴著寂寞的豆釘兔。 戴安娜的個性非常好奇、熱心提供幫助，而且很有禮貌，總是用日本敬語來跟阿兔與阿衛說話，並以正式的稱謂「Small Lady」來稱呼豆釘兔。雖然戴安娜非常年輕，但她往往能夠利用她從未來獲得的知識幫助水手服戰士們。 |
| 戴安娜（Diana）              | TVB：沈小蘭 VCD：劉惠雲（第四季） Viutv：陳凱婷 (Crystal)                                                                         | 雌性灰色小貓，露娜與阿提密斯於30世紀未來的女兒。她跟露娜和阿提密斯一樣，會說人類的語言。當水手服戰士們於黑月帝國篇透過時空旅行到30世紀的未來時，她才首次出現。當眾人擊敗死亡幻影後，當水手服戰士們返回20世紀時，戴安娜便加入她們。在動畫中，她首次出現於《美少女戰士SuperS》，稱呼阿提密斯為父親，讓露娜最初感到沮喪。露娜直到後來才發現戴安娜是來自未來，而自己則是她的母親。戴安娜就如露娜與阿提密斯指導阿兔和美奈子一般，她是豆釘兔的守護者，也陪伴著寂寞的豆釘兔。 戴安娜的個性非常好奇、熱心提供幫助，而且很有禮貌，總是用日本敬語來跟阿兔與阿衛說話，並以正式的稱謂「Small Lady」來稱呼豆釘兔。雖然戴安娜非常年輕，但她往往能夠利用她從未來獲得的知識幫助水手服戰士們。 |
| 戴安娜（Diana）              | 華視版本： MOMO親子台版本： Crystal：黃玉奇                                                                                       | 雌性灰色小貓，露娜與阿提密斯於30世紀未來的女兒。她跟露娜和阿提密斯一樣，會說人類的語言。當水手服戰士們於黑月帝國篇透過時空旅行到30世紀的未來時，她才首次出現。當眾人擊敗死亡幻影後，當水手服戰士們返回20世紀時，戴安娜便加入她們。在動畫中，她首次出現於《美少女戰士SuperS》，稱呼阿提密斯為父親，讓露娜最初感到沮喪。露娜直到後來才發現戴安娜是來自未來，而自己則是她的母親。戴安娜就如露娜與阿提密斯指導阿兔和美奈子一般，她是豆釘兔的守護者，也陪伴著寂寞的豆釘兔。 戴安娜的個性非常好奇、熱心提供幫助，而且很有禮貌，總是用日本敬語來跟阿兔與阿衛說話，並以正式的稱謂「Small Lady」來稱呼豆釘兔。雖然戴安娜非常年輕，但她往往能夠利用她從未來獲得的知識幫助水手服戰士們。 |

### 星光戰士
星光戰士三人組是於《美少女戰士Sailor Stars》正式登場的水手服戰士，他們於變身前分別以假名星野光、大氣光及夜天光出現。他們來自太陽系以外虛構的金木犀星系（Kinmoku）星球—丹桂星（Tankei）。作為金木犀星守護戰士組合，他們來地球的目的是為了尋覓逃離受嘉拉西亞攻擊其星球而受傷並失散的火球公主。動畫版中，星光三人組一直內疚於拋棄自己的母星，故像流星一般於太空四處流浪。
星光戰士三人組跟蹤火球公主到地球，三人到日本把自己偽裝成一個名為「星光三人組」的男性偶像流行歌手組合，為了吸引火球公主的注意，三人透過歌聲傳遞對公主的思念。後來三人到月野兔等人就讀的十番高中上學。最終，在他們前往銀河大鍋的路上，被嘉拉西亞的僕人Sailor Chi及Sailor Phi殺害。
在動畫中，星光三人組被賦予重要的角色，他們變身前是男性，變身後則是女性；在原作漫畫中，她們則是一直以中性打扮的女性。他們三人之間的確切關係是不詳的，根據漫畫，他們並非兄弟姐妹。作為星光戰士，她們與其他水手服戰士保持距離，並認為地球的安全並非他們的責任。星光戰士們直接與嘉拉西亞本人的幾場戰鬥中倖存下來，並幫助Sailor Moon擊敗水手卡俄斯（Sailor Chaos）以救回嘉拉西亞。作者武內直子對東映動畫把星光戰士於動畫中成為主角的決定表示驚訝，但他們對星光戰士性別的處理更令人震驚。這一變化由導演五十嵐卓哉直接監督。
| 人物                                   | 配音員                                  | 備註 |
| 星野光（Sailor Star Fighter）          | 新山志保 → 井上麻里奈（Cosmos）         | 他是「星光三人組」的主音歌手，也是星光戰士的首領。一般來說，星野光表現得往往比較自負，至少表面上看來就是如此，他對自己的能力充滿信心。星野光成為了高中美式足球隊的明星球員及學校的明星運動員，讓該校田徑隊前明星運動員的天王遙感到不安。最後，她引起星光戰士們對其水手服戰士身分的懷疑。在動畫中，大氣光與夜天光認為他容易發生稚氣的較量（例如在校內眾人面前展示自己的籃球技巧），但一般都會跟隨他的帶領。 在動畫中，星野光變身前是男性，變身後為女性。他對月野兔產生強烈的感情，他試圖與她建立聯繫，成為了該季度動畫的主要浪漫氣氛。星野光如地場衛一樣稱阿兔為「麪包頭」。兩人在遊樂園約會期間，遭到水手鐵鼠的攻擊而被打斷。當他們花時間在一起練習壘球時，星野光喜歡了她。然而，星野光的感情並沒有完全得到回應，他不得不承認是單方面的浪漫。 Sailor Star Fighter跟火球公主之間的關係略顯曖昧。在動畫中，他發白日夢也想著自己的母星，並想著他的公主可愛的模樣，這突然跟阿兔的形象重疊，就如阿兔之前看到星野光的影象被阿衛的覆蓋一樣。 星野光於「星光三人組」擔任主音歌手，也是結他手及填詞人。他們曾經於動畫中憤怒地在藏身處擊鼓，因為三人認為他們的公主還未聽見他們。根據武內直子的說法，當她創作這個角色時，它意味著是天王遙與地場衛的合體，並以模特兒Jenny Shimizu作為原型。 |
| 星野光（Sailor Star Fighter）          | 黃鳳英                                  | 他是「星光三人組」的主音歌手，也是星光戰士的首領。一般來說，星野光表現得往往比較自負，至少表面上看來就是如此，他對自己的能力充滿信心。星野光成為了高中美式足球隊的明星球員及學校的明星運動員，讓該校田徑隊前明星運動員的天王遙感到不安。最後，她引起星光戰士們對其水手服戰士身分的懷疑。在動畫中，大氣光與夜天光認為他容易發生稚氣的較量（例如在校內眾人面前展示自己的籃球技巧），但一般都會跟隨他的帶領。 在動畫中，星野光變身前是男性，變身後為女性。他對月野兔產生強烈的感情，他試圖與她建立聯繫，成為了該季度動畫的主要浪漫氣氛。星野光如地場衛一樣稱阿兔為「麪包頭」。兩人在遊樂園約會期間，遭到水手鐵鼠的攻擊而被打斷。當他們花時間在一起練習壘球時，星野光喜歡了她。然而，星野光的感情並沒有完全得到回應，他不得不承認是單方面的浪漫。 Sailor Star Fighter跟火球公主之間的關係略顯曖昧。在動畫中，他發白日夢也想著自己的母星，並想著他的公主可愛的模樣，這突然跟阿兔的形象重疊，就如阿兔之前看到星野光的影象被阿衛的覆蓋一樣。 星野光於「星光三人組」擔任主音歌手，也是結他手及填詞人。他們曾經於動畫中憤怒地在藏身處擊鼓，因為三人認為他們的公主還未聽見他們。根據武內直子的說法，當她創作這個角色時，它意味著是天王遙與地場衛的合體，並以模特兒Jenny Shimizu作為原型。 |
| 星野光（Sailor Star Fighter）          | 華視版本：龍顯蕙 MOMO親子台版本：傅其慧 | 他是「星光三人組」的主音歌手，也是星光戰士的首領。一般來說，星野光表現得往往比較自負，至少表面上看來就是如此，他對自己的能力充滿信心。星野光成為了高中美式足球隊的明星球員及學校的明星運動員，讓該校田徑隊前明星運動員的天王遙感到不安。最後，她引起星光戰士們對其水手服戰士身分的懷疑。在動畫中，大氣光與夜天光認為他容易發生稚氣的較量（例如在校內眾人面前展示自己的籃球技巧），但一般都會跟隨他的帶領。 在動畫中，星野光變身前是男性，變身後為女性。他對月野兔產生強烈的感情，他試圖與她建立聯繫，成為了該季度動畫的主要浪漫氣氛。星野光如地場衛一樣稱阿兔為「麪包頭」。兩人在遊樂園約會期間，遭到水手鐵鼠的攻擊而被打斷。當他們花時間在一起練習壘球時，星野光喜歡了她。然而，星野光的感情並沒有完全得到回應，他不得不承認是單方面的浪漫。 Sailor Star Fighter跟火球公主之間的關係略顯曖昧。在動畫中，他發白日夢也想著自己的母星，並想著他的公主可愛的模樣，這突然跟阿兔的形象重疊，就如阿兔之前看到星野光的影象被阿衛的覆蓋一樣。 星野光於「星光三人組」擔任主音歌手，也是結他手及填詞人。他們曾經於動畫中憤怒地在藏身處擊鼓，因為三人認為他們的公主還未聽見他們。根據武內直子的說法，當她創作這個角色時，它意味著是天王遙與地場衛的合體，並以模特兒Jenny Shimizu作為原型。 |
| 大氣光（Sailor Star Maker）            | 津野田成美 → 早見沙織（Cosmos）         | 他是「星光三人組」中最具智慧、最理性、冷靜及說話有禮的人。儘管三人認為水野亞美的浪漫觀很愚蠢，但他們的能力可與她互相媲美。然而在動畫中，阿美勸他們去看夢中的好事，確實也開始產生了一些影響。在與噬菌體（Phage）的戰鬥中，大氣光是第一個願意讓Sailor Moon治癒怪物而非試圖讓牠自殺的戰士，因為牠是水野亞美尊敬的老師。在系列的後期，由於他們開始失去尋找火球公主下落的希望，他們到醫院探望一位名叫美紗的患病女孩時，她向星光三人組展示當她聽到他們的歌時所看到的公主的影像，這讓三人重新燃起尋找公主的希望。 大氣光在星光三人組之中是負責是幕後歌手、鍵琴手和作曲人。他們也喜歡詩歌，並且加入校內的文學學會。 大氣光與夜天光一樣，認為星野光應該跟月野兔保持距離，後來才知道她就是Sailor Moon，儘管他們希望火球公主能夠跟其他水手服戰士一起工作。他們於《美少女戰士Sailor Stars》尾聲的時候對月野兔的觀感變好了。 |
| 大氣光（Sailor Star Maker）            | 袁淑珍                                  | 他是「星光三人組」中最具智慧、最理性、冷靜及說話有禮的人。儘管三人認為水野亞美的浪漫觀很愚蠢，但他們的能力可與她互相媲美。然而在動畫中，阿美勸他們去看夢中的好事，確實也開始產生了一些影響。在與噬菌體（Phage）的戰鬥中，大氣光是第一個願意讓Sailor Moon治癒怪物而非試圖讓牠自殺的戰士，因為牠是水野亞美尊敬的老師。在系列的後期，由於他們開始失去尋找火球公主下落的希望，他們到醫院探望一位名叫美紗的患病女孩時，她向星光三人組展示當她聽到他們的歌時所看到的公主的影像，這讓三人重新燃起尋找公主的希望。 大氣光在星光三人組之中是負責是幕後歌手、鍵琴手和作曲人。他們也喜歡詩歌，並且加入校內的文學學會。 大氣光與夜天光一樣，認為星野光應該跟月野兔保持距離，後來才知道她就是Sailor Moon，儘管他們希望火球公主能夠跟其他水手服戰士一起工作。他們於《美少女戰士Sailor Stars》尾聲的時候對月野兔的觀感變好了。 |
| 大氣光（Sailor Star Maker）            | 華視版本：丘梅君 MOMO親子台版本：龍顯蕙 | 他是「星光三人組」中最具智慧、最理性、冷靜及說話有禮的人。儘管三人認為水野亞美的浪漫觀很愚蠢，但他們的能力可與她互相媲美。然而在動畫中，阿美勸他們去看夢中的好事，確實也開始產生了一些影響。在與噬菌體（Phage）的戰鬥中，大氣光是第一個願意讓Sailor Moon治癒怪物而非試圖讓牠自殺的戰士，因為牠是水野亞美尊敬的老師。在系列的後期，由於他們開始失去尋找火球公主下落的希望，他們到醫院探望一位名叫美紗的患病女孩時，她向星光三人組展示當她聽到他們的歌時所看到的公主的影像，這讓三人重新燃起尋找公主的希望。 大氣光在星光三人組之中是負責是幕後歌手、鍵琴手和作曲人。他們也喜歡詩歌，並且加入校內的文學學會。 大氣光與夜天光一樣，認為星野光應該跟月野兔保持距離，後來才知道她就是Sailor Moon，儘管他們希望火球公主能夠跟其他水手服戰士一起工作。他們於《美少女戰士Sailor Stars》尾聲的時候對月野兔的觀感變好了。 |
| 夜天光（Sailor Star Healer）           | 坂本千夏 → 佐倉綾音（Cosmos）           | 他是「星光三人組」中長得最秀氣的一人，但他是最孤獨的一個，不喜歡社交或體育運動。他的言論往往是尖銳且直言不諱的，這進一步使他們與世隔絕。有一次，其他成員甚至因為夜天光一個可能會減少粉絲數量的行為而懲罰他。夜天光只想要專注於其使命，並不會跟周遭的人有很多互動。在動畫中，夜天光於變身前的時候顯得比木野真琴更強壯。他們也喜歡攝影，但不屬於校內的學會，下課後寧願盡快回家。他是任性的人，跟護著受傷害的人，並且討厭傷害。然而，他們跟露娜相處得很好。 夜天光是星光三人組中最具靈感應力，當嘉拉西亞奪去火野麗，水野亞美等四人的星宿種子時，他能夠感受到有星光消逝。他們視人類為不值得信任，並希望找到火球公主，好讓他們能盡快離開地球。當他們發現月野兔就是Sailor Moon時，夜天光認為星野光應該跟月野兔保持距離，儘管他們希望火球公主能夠跟其他水手服戰士一起工作。他們的看法由大氣光跟天王遙、海王美智留及冥王雪奈分享，然而他亦跟大氣光一樣，他們於《美少女戰士Sailor Stars》尾聲的時候對月野兔的觀感變好了。 |
| 夜天光（Sailor Star Healer）           | TVB：沈小蘭 VCD：陳凱婷                 | 他是「星光三人組」中長得最秀氣的一人，但他是最孤獨的一個，不喜歡社交或體育運動。他的言論往往是尖銳且直言不諱的，這進一步使他們與世隔絕。有一次，其他成員甚至因為夜天光一個可能會減少粉絲數量的行為而懲罰他。夜天光只想要專注於其使命，並不會跟周遭的人有很多互動。在動畫中，夜天光於變身前的時候顯得比木野真琴更強壯。他們也喜歡攝影，但不屬於校內的學會，下課後寧願盡快回家。他是任性的人，跟護著受傷害的人，並且討厭傷害。然而，他們跟露娜相處得很好。 夜天光是星光三人組中最具靈感應力，當嘉拉西亞奪去火野麗，水野亞美等四人的星宿種子時，他能夠感受到有星光消逝。他們視人類為不值得信任，並希望找到火球公主，好讓他們能盡快離開地球。當他們發現月野兔就是Sailor Moon時，夜天光認為星野光應該跟月野兔保持距離，儘管他們希望火球公主能夠跟其他水手服戰士一起工作。他們的看法由大氣光跟天王遙、海王美智留及冥王雪奈分享，然而他亦跟大氣光一樣，他們於《美少女戰士Sailor Stars》尾聲的時候對月野兔的觀感變好了。 |
| 夜天光（Sailor Star Healer）           | 華視版本：邱佩轝 MOMO親子台版本：       | 他是「星光三人組」中長得最秀氣的一人，但他是最孤獨的一個，不喜歡社交或體育運動。他的言論往往是尖銳且直言不諱的，這進一步使他們與世隔絕。有一次，其他成員甚至因為夜天光一個可能會減少粉絲數量的行為而懲罰他。夜天光只想要專注於其使命，並不會跟周遭的人有很多互動。在動畫中，夜天光於變身前的時候顯得比木野真琴更強壯。他們也喜歡攝影，但不屬於校內的學會，下課後寧願盡快回家。他是任性的人，跟護著受傷害的人，並且討厭傷害。然而，他們跟露娜相處得很好。 夜天光是星光三人組中最具靈感應力，當嘉拉西亞奪去火野麗，水野亞美等四人的星宿種子時，他能夠感受到有星光消逝。他們視人類為不值得信任，並希望找到火球公主，好讓他們能盡快離開地球。當他們發現月野兔就是Sailor Moon時，夜天光認為星野光應該跟月野兔保持距離，儘管他們希望火球公主能夠跟其他水手服戰士一起工作。他們的看法由大氣光跟天王遙、海王美智留及冥王雪奈分享，然而他亦跟大氣光一樣，他們於《美少女戰士Sailor Stars》尾聲的時候對月野兔的觀感變好了。 |
| 火球公主（火球皇女） （Sailor Kakyuu） | 玉川紗己子 → 水樹奈奈（Cosmos）         | 金木犀星系的首領，亦是丹桂星的公主。她是其守護戰士星光戰士三人組所屬故鄉的公主，三人花了大量時間尋找她的蹤影。丹桂星受到嘉拉西亞的攻擊，而火球公主於戰鬥中受傷。她在傷口癒合之前無法透露自己的身分，並跟星光戰士三人組失聯。由於她感應到銀水晶於地球誕生，於是她前往地球，藏身於小小（Chibi Chibi）的香爐中。 火球公主也有自己的水手服戰士的形態—Sailor Kakyuu，因Sailor Moon被抽出星宿種子而出手營救。她後來向Sailor Moon透露，其情人於對抗嘉拉西亞的戰事中死了。火球公主最終跟星光戰士們重聚，並跟Sailor Moon與零星射手座（Zero Star Sagittarius）共同對抗嘉拉西亞，卻被嘉拉西亞的僕人Sailor Chi致命傷害。她於Sailor Moon的懷中去世，死前她說希望重生，也許在一個沒有戰爭的世界裡，但至少可與眾人再度共聚。 在改編動畫中，火球公主為躲避嘉拉西亞並到地球尋找「希望之光」。在Chibi-Chibi的照顧期間，她留意到星光戰士們的尋找，但不能太快透露自己的行蹤。她最終於黑洞中把Sailor Moon等人拯救出來，並恢復對星光戰士的領導。然而隨著火球公主被尋回，嘉拉西亞奪取其星宿種子並把她殺害。在Sailor Moon擊敗了水手卡俄斯以後，Sailor Kakyuu復活了，並跟星光戰士們回到丹桂星重建家園並重新生活。她的水手服戰士形態從未在動畫改編中展示過。                                              |
| 火球公主（火球皇女） （Sailor Kakyuu） | TVB：陸惠玲 VCD：楊婉清                 | 金木犀星系的首領，亦是丹桂星的公主。她是其守護戰士星光戰士三人組所屬故鄉的公主，三人花了大量時間尋找她的蹤影。丹桂星受到嘉拉西亞的攻擊，而火球公主於戰鬥中受傷。她在傷口癒合之前無法透露自己的身分，並跟星光戰士三人組失聯。由於她感應到銀水晶於地球誕生，於是她前往地球，藏身於小小（Chibi Chibi）的香爐中。 火球公主也有自己的水手服戰士的形態—Sailor Kakyuu，因Sailor Moon被抽出星宿種子而出手營救。她後來向Sailor Moon透露，其情人於對抗嘉拉西亞的戰事中死了。火球公主最終跟星光戰士們重聚，並跟Sailor Moon與零星射手座（Zero Star Sagittarius）共同對抗嘉拉西亞，卻被嘉拉西亞的僕人Sailor Chi致命傷害。她於Sailor Moon的懷中去世，死前她說希望重生，也許在一個沒有戰爭的世界裡，但至少可與眾人再度共聚。 在改編動畫中，火球公主為躲避嘉拉西亞並到地球尋找「希望之光」。在Chibi-Chibi的照顧期間，她留意到星光戰士們的尋找，但不能太快透露自己的行蹤。她最終於黑洞中把Sailor Moon等人拯救出來，並恢復對星光戰士的領導。然而隨著火球公主被尋回，嘉拉西亞奪取其星宿種子並把她殺害。在Sailor Moon擊敗了水手卡俄斯以後，Sailor Kakyuu復活了，並跟星光戰士們回到丹桂星重建家園並重新生活。她的水手服戰士形態從未在動畫改編中展示過。                                              |
| 火球公主（火球皇女） （Sailor Kakyuu） | 華視版：邱佩轝 MOMO親子台版本：龍顯蕙   | 金木犀星系的首領，亦是丹桂星的公主。她是其守護戰士星光戰士三人組所屬故鄉的公主，三人花了大量時間尋找她的蹤影。丹桂星受到嘉拉西亞的攻擊，而火球公主於戰鬥中受傷。她在傷口癒合之前無法透露自己的身分，並跟星光戰士三人組失聯。由於她感應到銀水晶於地球誕生，於是她前往地球，藏身於小小（Chibi Chibi）的香爐中。 火球公主也有自己的水手服戰士的形態—Sailor Kakyuu，因Sailor Moon被抽出星宿種子而出手營救。她後來向Sailor Moon透露，其情人於對抗嘉拉西亞的戰事中死了。火球公主最終跟星光戰士們重聚，並跟Sailor Moon與零星射手座（Zero Star Sagittarius）共同對抗嘉拉西亞，卻被嘉拉西亞的僕人Sailor Chi致命傷害。她於Sailor Moon的懷中去世，死前她說希望重生，也許在一個沒有戰爭的世界裡，但至少可與眾人再度共聚。 在改編動畫中，火球公主為躲避嘉拉西亞並到地球尋找「希望之光」。在Chibi-Chibi的照顧期間，她留意到星光戰士們的尋找，但不能太快透露自己的行蹤。她最終於黑洞中把Sailor Moon等人拯救出來，並恢復對星光戰士的領導。然而隨著火球公主被尋回，嘉拉西亞奪取其星宿種子並把她殺害。在Sailor Moon擊敗了水手卡俄斯以後，Sailor Kakyuu復活了，並跟星光戰士們回到丹桂星重建家園並重新生活。她的水手服戰士形態從未在動畫改編中展示過。                                              |

### 亞瑪遜四重奏
Super S代敵人之一，根據漫畫的描述，亞瑪遜四重奏原是深睡於亞馬遜森林深處的四位尚未成熟足以醒覺的水手服戰士，納莉尼亞女王發現到在那裡玩耍的四人所蘊藏十分強大的力量，之後便利用咒語強行喚醒四人，並給她們亞馬遜石，永遠保持這四位女孩的兒時夢想，好讓她們永遠長不大，永遠為死亡月亮馬戲團奉獻心力。她們可使出各式各樣的把戲，利用撞球的方式從人類身上打出夢之鏡。
在漫畫版中，亞馬遜四重奏被擊敗後被封印在亞馬遜石，被Sailor Saturn撿起來後，請求倩妮迪公主使用月之力讓她們再度沉睡，等待Sailor Chibi Moon在未來醒覺後讓她們成為其守護戰士－水手四重奏，類似於倩妮迪公主的四位守護戰士，以及安迪美奧王子的四天王。亞瑪遜四重奏失敗後，她們被新倩妮迪女王回復到真實的形態並讓她們再度沉睡。在第五輯故事中，她們跟Sailor Chibi Moon一起從未來返回現在協助對抗嘉拉西亞。
水手四重奏是以小行星系中最大的四顆小行星來命名，分別是：灶神星（Vesta）、穀神星（Ceres）、婚神星（Juno）及智神星（Pallas）。水手四重奏的水手服是交互著她們個人顏色與水手服的顏色，是她們的首個形式與最終的形式。
漫畫中，四人還製造及指揮亞馬遜三重奏攻擊眾水手服戰士；在動畫中，亞馬遜三重奏的出現早於亞瑪遜四重奏，並為節哥尼亞（Zirconia）效力。
在動畫版中，亞瑪遜四重奏的水手服戰士的過去並未向觀眾提及過，她們的故事只隨著納莉尼亞女王捕捉她們，並使她們成為死亡月亮馬戲團的成員。納莉尼亞女王指示她們消除人類的「夢之鏡」。他們致力於進行任務，但經常在玩耍花費時間多於進行任務。
| 人物                                    | 配音員                                | 備註 |
| 貝絲/貝絲貝絲/比絲比絲（Sailor Vesta）  | 天野由梨 → 高橋李依（Eternal）        | 動畫版中，貝絲是四重奏的老大，但在漫畫版則是老么。她的頭髮是紅色及束起高馬尾，穿著紅色系衣服的訓獸師，擅長使用鞭子，其手下妖魔也常常是以動物為主要造型。 |
| 貝絲/貝絲貝絲/比絲比絲（Sailor Vesta）  | 蔡惠萍 DVD：吳梅                      | 動畫版中，貝絲是四重奏的老大，但在漫畫版則是老么。她的頭髮是紅色及束起高馬尾，穿著紅色系衣服的訓獸師，擅長使用鞭子，其手下妖魔也常常是以動物為主要造型。 |
| 貝絲/貝絲貝絲/比絲比絲（Sailor Vesta）  | 華視版：謝佼娟 MOMO親子台版本：       | 動畫版中，貝絲是四重奏的老大，但在漫畫版則是老么。她的頭髮是紅色及束起高馬尾，穿著紅色系衣服的訓獸師，擅長使用鞭子，其手下妖魔也常常是以動物為主要造型。 |
| 瑟蕾/賽蕾/菲妮菲妮（Sailor Ceres）      | 豐嶋真千子 → 上田麗奈（Eternal）      | 漫畫版中，瑟蕾是四重奏中最年長及最成熟的成員，然而在動畫版中則是老二。她有一頭粉紅色的頭髮，以黃色的蝴蝶結束起一個高高的髮髻，也有下垂的馬尾辮。其衣著也是粉紅色的。她是花之魔術師，擅長以亞馬遜的花與種子來進行催眠和迷幻術，其手下妖魔也多以植物的造型為主。 |
| 瑟蕾/賽蕾/菲妮菲妮（Sailor Ceres）      | 黃鳳英                                | 漫畫版中，瑟蕾是四重奏中最年長及最成熟的成員，然而在動畫版中則是老二。她有一頭粉紅色的頭髮，以黃色的蝴蝶結束起一個高高的髮髻，也有下垂的馬尾辮。其衣著也是粉紅色的。她是花之魔術師，擅長以亞馬遜的花與種子來進行催眠和迷幻術，其手下妖魔也多以植物的造型為主。 |
| 瑟蕾/賽蕾/菲妮菲妮（Sailor Ceres）      | 華視版：龍顯蕙 MOMO親子台版本：龍顯蕙 | 漫畫版中，瑟蕾是四重奏中最年長及最成熟的成員，然而在動畫版中則是老二。她有一頭粉紅色的頭髮，以黃色的蝴蝶結束起一個高高的髮髻，也有下垂的馬尾辮。其衣著也是粉紅色的。她是花之魔術師，擅長以亞馬遜的花與種子來進行催眠和迷幻術，其手下妖魔也多以植物的造型為主。 |
| 津津/秋秋/祖茵祖茵（Sailor Juno）       | 渡邊久美子 → 原優子（Eternal）        | 四重奏中綠色頭髮的雜技魔術師，擁有極為矯健的身手。她是個很運動型的女孩，個性有點衝動，津津被稱為雜技魔術師，其所屬的顏色為綠色，跟她對應的戰士為Sailor Jupiter。作者武內直子形容她為「Yankee」，在日本俚語中違法或叛逆的青年，並使用非正式的男性語調。據說她是跟所屬小行星互相對應，是四重奏中的老三，其膚色比較深。 在漫畫中，據透露她是真正的Sailor Juno，以其所屬小行星「婚神星」以及羅馬女神茱諾而命名；在動畫中，她經常難以說話，並傾向於穿著馬戲團制服以外的單車手服裝，她應該會騎摩托車，即使這從未得到證實。她喜歡在取得人類的夢之鏡前，讓自己以實現他們的夢想為目標，這可能是一個來自母星羅馬女神方面的參考。她總是召喚得到男性之魂，這是四重奏中唯一一個這樣做的成員。 |
| 津津/秋秋/祖茵祖茵（Sailor Juno）       | 雷碧娜 DVD：錢惠玲                    | 四重奏中綠色頭髮的雜技魔術師，擁有極為矯健的身手。她是個很運動型的女孩，個性有點衝動，津津被稱為雜技魔術師，其所屬的顏色為綠色，跟她對應的戰士為Sailor Jupiter。作者武內直子形容她為「Yankee」，在日本俚語中違法或叛逆的青年，並使用非正式的男性語調。據說她是跟所屬小行星互相對應，是四重奏中的老三，其膚色比較深。 在漫畫中，據透露她是真正的Sailor Juno，以其所屬小行星「婚神星」以及羅馬女神茱諾而命名；在動畫中，她經常難以說話，並傾向於穿著馬戲團制服以外的單車手服裝，她應該會騎摩托車，即使這從未得到證實。她喜歡在取得人類的夢之鏡前，讓自己以實現他們的夢想為目標，這可能是一個來自母星羅馬女神方面的參考。她總是召喚得到男性之魂，這是四重奏中唯一一個這樣做的成員。 |
| 津津/秋秋/祖茵祖茵（Sailor Juno）       | 華視版：盧亮妤 MOMO親子台版本：劉如蘋 | 四重奏中綠色頭髮的雜技魔術師，擁有極為矯健的身手。她是個很運動型的女孩，個性有點衝動，津津被稱為雜技魔術師，其所屬的顏色為綠色，跟她對應的戰士為Sailor Jupiter。作者武內直子形容她為「Yankee」，在日本俚語中違法或叛逆的青年，並使用非正式的男性語調。據說她是跟所屬小行星互相對應，是四重奏中的老三，其膚色比較深。 在漫畫中，據透露她是真正的Sailor Juno，以其所屬小行星「婚神星」以及羅馬女神茱諾而命名；在動畫中，她經常難以說話，並傾向於穿著馬戲團制服以外的單車手服裝，她應該會騎摩托車，即使這從未得到證實。她喜歡在取得人類的夢之鏡前，讓自己以實現他們的夢想為目標，這可能是一個來自母星羅馬女神方面的參考。她總是召喚得到男性之魂，這是四重奏中唯一一個這樣做的成員。 |
| 帕帕/巴拉巴拉/柏拉柏拉（Sailor Pallas） | 萩森侚子 → 諸星堇（Eternal）          | 四重奏中淺藍色頭髮及服裝的成員，是四人中最孩子氣的一個。她被稱為「玩球魔術師」，擅長玩球。其所屬的顏色為藍色，跟她對應的戰士為Sailor Mercury。武內直子形容她是個傻靚妞兒，即是一個傳統上有吸引力、性感、天真並愚蠢的女孩。她也是個愛哭鬼和幼稚的女孩。她說話時總會以自己名字代替稱呼作為嬌嗲的開端，例如：「帕帕不喜歡...」或是「帕帕好開心...」。喜愛玩芭比娃娃。 她於漫畫版裡是老二，動畫版中則是老么。她對應於其所屬小行星—智神星，其名字也源於希臘女神雅典娜。在漫畫中，據透露她實際上是豆釘兔的四名守護戰士之一的Sailor Pallas。 |
| 帕帕/巴拉巴拉/柏拉柏拉（Sailor Pallas） | 沈小蘭                                | 四重奏中淺藍色頭髮及服裝的成員，是四人中最孩子氣的一個。她被稱為「玩球魔術師」，擅長玩球。其所屬的顏色為藍色，跟她對應的戰士為Sailor Mercury。武內直子形容她是個傻靚妞兒，即是一個傳統上有吸引力、性感、天真並愚蠢的女孩。她也是個愛哭鬼和幼稚的女孩。她說話時總會以自己名字代替稱呼作為嬌嗲的開端，例如：「帕帕不喜歡...」或是「帕帕好開心...」。喜愛玩芭比娃娃。 她於漫畫版裡是老二，動畫版中則是老么。她對應於其所屬小行星—智神星，其名字也源於希臘女神雅典娜。在漫畫中，據透露她實際上是豆釘兔的四名守護戰士之一的Sailor Pallas。 |
| 帕帕/巴拉巴拉/柏拉柏拉（Sailor Pallas） | 華視版：邱佩轝 MOMO親子台版：傅其慧   | 四重奏中淺藍色頭髮及服裝的成員，是四人中最孩子氣的一個。她被稱為「玩球魔術師」，擅長玩球。其所屬的顏色為藍色，跟她對應的戰士為Sailor Mercury。武內直子形容她是個傻靚妞兒，即是一個傳統上有吸引力、性感、天真並愚蠢的女孩。她也是個愛哭鬼和幼稚的女孩。她說話時總會以自己名字代替稱呼作為嬌嗲的開端，例如：「帕帕不喜歡...」或是「帕帕好開心...」。喜愛玩芭比娃娃。 她於漫畫版裡是老二，動畫版中則是老么。她對應於其所屬小行星—智神星，其名字也源於希臘女神雅典娜。在漫畫中，據透露她實際上是豆釘兔的四名守護戰士之一的Sailor Pallas。 |

### 其他相關人物
| 人物         | 配音員                                          | 備註 |
| 希蕾妮蒂女王 | 土井美加→小山茉美（Crystal）                    | 月亮王國的女王，月野兔前世的母親，由於目睹女兒希蕾妮蒂公主死去，而決心釋放銀水晶力量封印黑暗帝國，也因此而死去，但在臨終前將所有的人轉生到地球，目的是希望自己的女兒和戰士們可以在地球上過著平凡的幸福日子，並托付露娜在危急時候將新月神杖（星月棒）托付給月野兔，而月野兔的容貌可說是完全遺傳於她，於漫畫版與新版劇場版(Eternal)中被妮赫蕾妮亞說水手月亮，即使是轉世後，卻依舊與昔日的母后長得一模一樣。 漫畫版中，她將妮赫蕾妮亞封印於鏡中世界，並將「每個人心中都有一顆星星」的理念傳承給希蕾妮蒂(水手月亮)；最後於漫畫最終話以及新版劇場版(Cosmos)最後被星靈提及曾有一顆燦爛的星星來到這銀河熔爐中，並帶著一顆小星星，跟水手月亮擁有同樣的光芒，暗示著希蕾妮蒂女王來到銀河熔爐中使希蕾妮蒂公主轉世。 |
| 希蕾妮蒂女王 | TVB：林元春 VCD：陸惠玲(第一季) → 樂蔚(第二季)  | 月亮王國的女王，月野兔前世的母親，由於目睹女兒希蕾妮蒂公主死去，而決心釋放銀水晶力量封印黑暗帝國，也因此而死去，但在臨終前將所有的人轉生到地球，目的是希望自己的女兒和戰士們可以在地球上過著平凡的幸福日子，並托付露娜在危急時候將新月神杖（星月棒）托付給月野兔，而月野兔的容貌可說是完全遺傳於她，於漫畫版與新版劇場版(Eternal)中被妮赫蕾妮亞說水手月亮，即使是轉世後，卻依舊與昔日的母后長得一模一樣。 漫畫版中，她將妮赫蕾妮亞封印於鏡中世界，並將「每個人心中都有一顆星星」的理念傳承給希蕾妮蒂(水手月亮)；最後於漫畫最終話以及新版劇場版(Cosmos)最後被星靈提及曾有一顆燦爛的星星來到這銀河熔爐中，並帶著一顆小星星，跟水手月亮擁有同樣的光芒，暗示著希蕾妮蒂女王來到銀河熔爐中使希蕾妮蒂公主轉世。 |
| 希蕾妮蒂女王 | （MOMO親子台版本）：龍顯蕙                      | 月亮王國的女王，月野兔前世的母親，由於目睹女兒希蕾妮蒂公主死去，而決心釋放銀水晶力量封印黑暗帝國，也因此而死去，但在臨終前將所有的人轉生到地球，目的是希望自己的女兒和戰士們可以在地球上過著平凡的幸福日子，並托付露娜在危急時候將新月神杖（星月棒）托付給月野兔，而月野兔的容貌可說是完全遺傳於她，於漫畫版與新版劇場版(Eternal)中被妮赫蕾妮亞說水手月亮，即使是轉世後，卻依舊與昔日的母后長得一模一樣。 漫畫版中，她將妮赫蕾妮亞封印於鏡中世界，並將「每個人心中都有一顆星星」的理念傳承給希蕾妮蒂(水手月亮)；最後於漫畫最終話以及新版劇場版(Cosmos)最後被星靈提及曾有一顆燦爛的星星來到這銀河熔爐中，並帶著一顆小星星，跟水手月亮擁有同樣的光芒，暗示著希蕾妮蒂女王來到銀河熔爐中使希蕾妮蒂公主轉世。 |
| 艾利歐斯     | 松野太紀 → 松岡禎丞（Eternal）                  | 本作男主角之一，Super S代登場。有一頭銀白色微捲髮的美少年。守護地球王國的聖地「艾利西恩」的祭司，被妮赫蕾妮雅女王囚禁，而變成獨角獸（天馬）找到小小兔，在死亡月亮篇中出現在月野兔以及小小兔面前，向他們求救，之後與小小兔建立起友誼，在死亡月球篇結束之時似有暗示他將成為小小兔的王子。 與地場衛一起守護地球。 |
| 艾利歐斯     | 梁偉德 DVD：郭立文                              | 本作男主角之一，Super S代登場。有一頭銀白色微捲髮的美少年。守護地球王國的聖地「艾利西恩」的祭司，被妮赫蕾妮雅女王囚禁，而變成獨角獸（天馬）找到小小兔，在死亡月亮篇中出現在月野兔以及小小兔面前，向他們求救，之後與小小兔建立起友誼，在死亡月球篇結束之時似有暗示他將成為小小兔的王子。 與地場衛一起守護地球。 |
| 艾利歐斯     | （華視版本）：李猶龍 （MOMO親子台版本）：       | 本作男主角之一，Super S代登場。有一頭銀白色微捲髮的美少年。守護地球王國的聖地「艾利西恩」的祭司，被妮赫蕾妮雅女王囚禁，而變成獨角獸（天馬）找到小小兔，在死亡月亮篇中出現在月野兔以及小小兔面前，向他們求救，之後與小小兔建立起友誼，在死亡月球篇結束之時似有暗示他將成為小小兔的王子。 與地場衛一起守護地球。 |
| 小小         | 三石琴乃                                        | 水手宇宙 (Sailor Cosmos)的化身，未來最輝煌的水手戰士，也是在漫畫版是水手月亮最終型態。在Stars代登場。因為承受不住長久戰鬥的痛苦與孤獨，而拋棄一切來到現代。為了彌補過去，化身為小小，寄住在小兔家，默默幫助水手月亮，幫助她在最後做出真正的選擇，卻反被 Eternal Sailormoon遊說成功。而戰鬥結束後，護送水手四重奏離開，之後回到自己所處的時代。在動畫版是水手凱拉克西雅的星宿種子，也是最後的希望之光，跟小兔和小小兔沒有直接關係。電視台灣舊版配音譯為。 |
| 小小         | 梁少霞                                          | 水手宇宙 (Sailor Cosmos)的化身，未來最輝煌的水手戰士，也是在漫畫版是水手月亮最終型態。在Stars代登場。因為承受不住長久戰鬥的痛苦與孤獨，而拋棄一切來到現代。為了彌補過去，化身為小小，寄住在小兔家，默默幫助水手月亮，幫助她在最後做出真正的選擇，卻反被 Eternal Sailormoon遊說成功。而戰鬥結束後，護送水手四重奏離開，之後回到自己所處的時代。在動畫版是水手凱拉克西雅的星宿種子，也是最後的希望之光，跟小兔和小小兔沒有直接關係。電視台灣舊版配音譯為。 |
| 小小         | （華視版本）：邱佩轝 （MOMO親子台版本）：劉如蘋 | 水手宇宙 (Sailor Cosmos)的化身，未來最輝煌的水手戰士，也是在漫畫版是水手月亮最終型態。在Stars代登場。因為承受不住長久戰鬥的痛苦與孤獨，而拋棄一切來到現代。為了彌補過去，化身為小小，寄住在小兔家，默默幫助水手月亮，幫助她在最後做出真正的選擇，卻反被 Eternal Sailormoon遊說成功。而戰鬥結束後，護送水手四重奏離開，之後回到自己所處的時代。在動畫版是水手凱拉克西雅的星宿種子，也是最後的希望之光，跟小兔和小小兔沒有直接關係。電視台灣舊版配音譯為。 |

### 家人及朋友

#### 月野兔的家人
月野謙之（月野兔的父親）
- 日本配音員：真地勇志
- 台灣配音員（華視版本）：曹冀魯→于正昇（第一季）→符爽（第二季起）
- 台灣配音員（MOMO親子台版本）：曹冀魯
- 台灣配音員（Crystal）：鄒韋
- 香港無綫版配音員：梁耀昌
- 香港ViuTV版配音員：未知（Crystal）

月野育子（月野兔的母親）
- 日本配音員：高木早苗→水谷優子（Crystal）
- 台灣配音員（華視版本）：李宛鳳（第一季一到四集）→陳美貞（第一季第五集起）→邱佩轝（第二季起）
- 台灣配音員（MOMO親子台版本）：傅其慧
- 台灣配音員（Crystal）：邱佩轝
- 香港無綫版配音員：蔡惠萍
- 香港ViuTV版配音員：陳凱婷（Crystal）

在Crystal版中頭髮顏色改變。
月野進悟（月野兔的弟弟）
- 日本配音員：川島千代子→刘婧荦（Crystal）
- 台灣配音員（華視版本）：李宛鳳（第一季前兩集）→陳美貞（第一季第五集起）→盧亮妤（第二季至第四季前期）→謝佼娟（第四季後期起）
- 台灣配音員（MOMO親子台版本）：劉如蘋
- 台灣配音員（Crystal）：李昀晴
- 香港無綫版配音員：黃麗芳（第一季）→區瑞華（第二季起）
- 香港ViuTV版配音員：曾慶珏（Crystal）

個性調皮，喜歡挖苦姊姊。崇拜水手V和水手月亮。

#### 火野麗的家人
火野宮司（火野麗的爺爺）
- 日本配音員：西村知道
- 台灣配音員（華視版本）：曹冀魯→于正昇（第一季）→符爽（第二季起）
- 台灣配音員（MOMO親子台版本）：曹冀魯
- 香港無綫版配音員：黃子敬

动画第一部中是七块彩虹水晶之蓝色水晶的宿主妖魔，大陆版译名为“妖怪唧唧”。

#### 朋友及同學
大阪奈留/大阪娜鲁
- 日本配音員：柿沼紫乃→佐藤聰美（Crystal）
- 台灣配音員（華視版本）：李宛鳳→待查（第一季）→汪世瑋（第二季）→謝佼娟（第三季起）
- 台灣配音員（MOMO親子台版本）：劉如蘋
- 台灣配音員（Crystal）：李昀晴
- 香港無綫版配音員：林元春→（SUPER S）沈小蘭
- 香港ViuTV版配音員：張惠雯（Crystal）
- 香港影碟版配音員：林巧曼

月野兔的同學，珠寶店老闆的千金女兒，學業成績不錯，最好的朋友是小兔，小兔也一直很羨慕她。
(動畫版)曾經喜歡過黑暗天王涅夫萊特，但最終因為涅夫萊特被荊棘刺死而未終成眷屬。後又與海野同學結成關係。
動畫台灣舊版配音第一季的本名為娜露，後期為小春。
後來在SS中再次出現作為三重奏的目標客串，希望成為護士。
動畫版中暗戀拿拉達，拿拉達亦為保護她，被賽西達暗算而死。
海野栗雄
- 日本配音員：難波圭一→山下大輝（Crystal）
- 台灣配音員（華視版本）：曹冀魯（第一季前期）→陳美貞（第一季後期）→李猶龍（第二季）→符爽（第三季起）
- 台灣配音員（MOMO親子台版本）：曹冀魯
- 台灣配音員（Crystal）：張敦喻
- 香港無綫版配音員：袁淑珍
- 香港ViuTV版配音員：未知（Crystal）
- 香港影碟版配音員：劉昭文

月野兔的同學，原本喜歡月野兔，後來喜歡奈留。
後來在SS中再次出現。
動畫版中和奈留成為一對普通情侶。
櫻田春菜/梦田春菜
- 日本配音員：川島千代子→神田朱未（Crystal）
- 台灣配音員（華視版本）：李宛鳳（第一季前兩集）→陳美貞（第一季第五集起）→邱佩轝（第二季起）
- 台灣配音員（MOMO親子台版本）：龍顯蕙
- 香港無綫版配音員：黄鳳英
- 香港ViuTV版配音員：未知（Crystal）

月野兔的老師。
在Crystal版中頭髮顏色改變。
桃原桃子
- 日本配音員：川田妙子
- 台灣配音員（華視版本）：盧亮妤
- 台灣配音員（MOMO親子台版本）：傅其慧
- 香港無綫版配音員：黃鳳英→（SUPER S）鄭麗麗
- 香港ViuTV版配音員：未知（Crystal）
- 香港影碟版配音員：劉惠雲

小小兔的同學。也是好朋友。
古幡元基
- 日本配音員：佐藤浩之→岡本寬志（Crystal）
- 台灣配音員（華視版本）：曹冀魯（第一季）→符爽（第三季）→李猶龍（第四季起）
- 台灣配音員（MOMO親子台版本）：曹冀魯
- 台灣配音員（Crystal）：吳愷笛
- 香港無綫版配音員：郭志權
- 香港ViuTV版配音員：未知（Crystal）
- 香港影碟版配音員：郭立文（第四季）

月野兔及地場衛的朋友。
在十番街遊樂場打工的大哥哥，小兔一開始暗戀的對象，曾經撞見戰士們從遊樂場地下的秘密基地出來，推測應該知道戰士們的真實身分。（漫畫是戰士們主動告訴他自己的身分），女朋友麗花（亦作麗嘉/李香）為地場衛的大學同學，麗花與冥王雪奈相識。
古幡宇奈月
配音員：
日本：遠藤美彌子；
台灣配音員（華視版本）：謝佼娟（第三季起）
台灣：龍顯蕙（MOMO親子台）；
香港TVB版：袁淑珍
古幡元基的妹妹。
在S代中被作為目標。
熊田雄一郎
配音員：
日本：島田敏；
台灣配音員（華視版本）：于正昇（第一季）→李猶龍（第二季）→符爽（第三季）→李猶龍（第四季）
台灣：（MOMO親子台）；
香港TVB版本：林保全
動畫版原創角色，出場時昏睡在火川神社前，後來對火野麗一見鍾情，並且向小麗的爺爺拜師住進神社
浦和良
配音員：日本：太田真一郎；
台灣配音員（華視版本）：于正昇、陳美貞
台灣配音員（MOMO親子台版本）：于正昇
香港TVB版：何國星
動畫版初代角色，為銀水晶所分裂的七块彩虹水晶之黄色水晶的宿主妖魔，大陆译名为“妖怪奔波”，在最後於北極的戰鬥中，敵人曾化身為他企圖迷惑水手水星，應可推測為水手水星仰慕的角色。動畫版第一期中，浦和良與水野亞美互相暗戀。

## 敵人

### 初代

#### 黑暗帝國
| 反派人物 | 配音                                                    | 備註 |
| 黑暗帝國是第一輯漫畫及動畫，以及整個真人版系列中美少女戰士們的主要對手。 在其統治者貝爾女王的領導下，黑暗帝國的成員試圖收集人類的能量，並尋找幻之銀水晶以重新喚醒負責破壞銀千年月亮王國的邪惡實體—米達利亞女王。                                                                                |                                                         | |
| 米達利亞女王（Queen Metalia/美達利亞女王/瑪利亞皇后） | 上村典子 → 松冈洋子（Crystal）                          | 黑暗帝國的真正主腦，擁有邪惡力量，她是在太陽出現異常的情況下誕生無定形的能量。她操縱著整個黑暗帝國的邪惡根源，在上一世地月大战中被倩尼迪女王用银水晶封印，但并未彻底消灭。本世代最後被Sailor Moon以銀水晶力量徹底消滅。 |
| 米達利亞女王（Queen Metalia/美達利亞女王/瑪利亞皇后） | TVB：區瑞華 VCD：梁少霞 ViuTV：馮詠恩（Crystal）        | 黑暗帝國的真正主腦，擁有邪惡力量，她是在太陽出現異常的情況下誕生無定形的能量。她操縱著整個黑暗帝國的邪惡根源，在上一世地月大战中被倩尼迪女王用银水晶封印，但并未彻底消灭。本世代最後被Sailor Moon以銀水晶力量徹底消滅。 |
| 米達利亞女王（Queen Metalia/美達利亞女王/瑪利亞皇后） | 華視：于正昇→陳美貞 MOMO親子台：傅其慧                  | 黑暗帝國的真正主腦，擁有邪惡力量，她是在太陽出現異常的情況下誕生無定形的能量。她操縱著整個黑暗帝國的邪惡根源，在上一世地月大战中被倩尼迪女王用银水晶封印，但并未彻底消灭。本世代最後被Sailor Moon以銀水晶力量徹底消滅。 |
| 貝爾女王（Queen Beryl/貝利爾女王/碧雅皇后） | 潘惠子 → 渡边美佐（Crystal）                            | 她是在米達利亞女王之下，第二個黑暗帝國邪惡領導者，是《美少女戰士》系列中首個主要對手。貝爾女王前世是地球公主，因不滿安迪米奥王子與倩尼迪公主的相戀，其邪惡念頭演變成擁有巨大的魔力，從她的僕人所收集到的生命能量引導注入米達利亞女王的體內。在大多數版本的故事中，貝爾女王有能力腐蝕他人來為她服務。 |
| 貝爾女王（Queen Beryl/貝利爾女王/碧雅皇后） | TVB：林丹鳳 VCD：陳安瑩 ViuTV：曾慶珏（Crystal）        | 她是在米達利亞女王之下，第二個黑暗帝國邪惡領導者，是《美少女戰士》系列中首個主要對手。貝爾女王前世是地球公主，因不滿安迪米奥王子與倩尼迪公主的相戀，其邪惡念頭演變成擁有巨大的魔力，從她的僕人所收集到的生命能量引導注入米達利亞女王的體內。在大多數版本的故事中，貝爾女王有能力腐蝕他人來為她服務。 |
| 貝爾女王（Queen Beryl/貝利爾女王/碧雅皇后） | 華視：賀世芳 MOMO親子台：龍顯蕙 邱佩轝（Crystal）       | 她是在米達利亞女王之下，第二個黑暗帝國邪惡領導者，是《美少女戰士》系列中首個主要對手。貝爾女王前世是地球公主，因不滿安迪米奥王子與倩尼迪公主的相戀，其邪惡念頭演變成擁有巨大的魔力，從她的僕人所收集到的生命能量引導注入米達利亞女王的體內。在大多數版本的故事中，貝爾女王有能力腐蝕他人來為她服務。 |
| 黑暗帝國四天王 漫畫版中他們前世是安迪米歐王子的部下，在黑暗帝國的大戰中陣亡並被黑暗帝國的力量洗腦而成了黑暗帝國的成員，成為貝爾女王的四大隨從。 作者武內直子在插圖中把四天王與內太陽系四戰士進行配對，還表示想在原畫冊中畫下他們前世的故事，但最後沒有完成。新版動畫Crystal遂根據此事進行改編。 |                                                         | |
| 積達（Jadeite） （丁地特／傑達特/傑戴特/喬戴特） | 小野坂昌也→岸尾大辅（Crystal）                          | 職級：黑暗帝國遠東支部長 年齡：18歲左右。 使命：追蹤銀水晶的下落，但最終改編為收集生命的能量用以喚醒米達利亞女王。他跟其餘三位天王之間幾乎沒有甚麼互動，只是偶爾出現和被拿拉達嘲笑。 前世：後來在番外篇裡，積達憶起自己在金色王國的時候及成為安迪美奧王子衛軍的事；Sailor Mars是他的情人。 在第一部改編動畫中，狩獵人類的能量是積達的主要任務。在無數次失敗之後，貝爾女王因他的無能而施以長眠刑罰致死（動畫第13集），並讓拿拉達取代他。 |
| 積達（Jadeite） （丁地特／傑達特/傑戴特/喬戴特） | TVB：林保全 ViuTV：不詳（Crystal）                      | 職級：黑暗帝國遠東支部長 年齡：18歲左右。 使命：追蹤銀水晶的下落，但最終改編為收集生命的能量用以喚醒米達利亞女王。他跟其餘三位天王之間幾乎沒有甚麼互動，只是偶爾出現和被拿拉達嘲笑。 前世：後來在番外篇裡，積達憶起自己在金色王國的時候及成為安迪美奧王子衛軍的事；Sailor Mars是他的情人。 在第一部改編動畫中，狩獵人類的能量是積達的主要任務。在無數次失敗之後，貝爾女王因他的無能而施以長眠刑罰致死（動畫第13集），並讓拿拉達取代他。 |
| 積達（Jadeite） （丁地特／傑達特/傑戴特/喬戴特） | 華視：曹冀魯 MOMO親子台：曹冀魯 吳愷笛（Crystal）       | 職級：黑暗帝國遠東支部長 年齡：18歲左右。 使命：追蹤銀水晶的下落，但最終改編為收集生命的能量用以喚醒米達利亞女王。他跟其餘三位天王之間幾乎沒有甚麼互動，只是偶爾出現和被拿拉達嘲笑。 前世：後來在番外篇裡，積達憶起自己在金色王國的時候及成為安迪美奧王子衛軍的事；Sailor Mars是他的情人。 在第一部改編動畫中，狩獵人類的能量是積達的主要任務。在無數次失敗之後，貝爾女王因他的無能而施以長眠刑罰致死（動畫第13集），並讓拿拉達取代他。 |
| 拿拉達（Nephrite） （涅夫莱特/菲爾） | 森功至 → 鳥海浩輔（Crystal）                            | 職級：黑暗帝國北美支部長，負責黑暗帝國的北美分支。他是第2個最早出現的黑暗帝國四天王。 年齡：估計其年齡為19歲左右。 任務：拿拉達的主要任務是尋找銀水晶的下落，但他也發誓為積達之死復仇。 在第一輯改編動畫中，貝爾女王任命他跟進積達收集生命能量的工作。在舊版動畫中，他化名為「彼得/三條院正人」的假身份，企圖迷惑月野兔的好友奈留，之後二人卻相戀了。因為賽西達想奪取其黑水晶，於是派出手下令他重傷，他之後因為保護奈留而灰飛煙滅（動畫版第24話）。在《美少女戰士Crystal》中提及，他是Sailor Jupiter前世的戀人。 |
| 拿拉達（Nephrite） （涅夫莱特/菲爾） | （TVB版本）：何國星, (ViuTV版本)馮瀚輝(Crystal)         | 職級：黑暗帝國北美支部長，負責黑暗帝國的北美分支。他是第2個最早出現的黑暗帝國四天王。 年齡：估計其年齡為19歲左右。 任務：拿拉達的主要任務是尋找銀水晶的下落，但他也發誓為積達之死復仇。 在第一輯改編動畫中，貝爾女王任命他跟進積達收集生命能量的工作。在舊版動畫中，他化名為「彼得/三條院正人」的假身份，企圖迷惑月野兔的好友奈留，之後二人卻相戀了。因為賽西達想奪取其黑水晶，於是派出手下令他重傷，他之後因為保護奈留而灰飛煙滅（動畫版第24話）。在《美少女戰士Crystal》中提及，他是Sailor Jupiter前世的戀人。 |
| 拿拉達（Nephrite） （涅夫莱特/菲爾） | 華視：曹冀魯→于正昇 MOMO親子台：于正昇 張騰(Crystal)    | 職級：黑暗帝國北美支部長，負責黑暗帝國的北美分支。他是第2個最早出現的黑暗帝國四天王。 年齡：估計其年齡為19歲左右。 任務：拿拉達的主要任務是尋找銀水晶的下落，但他也發誓為積達之死復仇。 在第一輯改編動畫中，貝爾女王任命他跟進積達收集生命能量的工作。在舊版動畫中，他化名為「彼得/三條院正人」的假身份，企圖迷惑月野兔的好友奈留，之後二人卻相戀了。因為賽西達想奪取其黑水晶，於是派出手下令他重傷，他之後因為保護奈留而灰飛煙滅（動畫版第24話）。在《美少女戰士Crystal》中提及，他是Sailor Jupiter前世的戀人。 |
| 賽西達（Zoisite） （索伊塞特／佐賽特/萊恩） | 難波圭一→松风雅也（Crystal）                            | 職級：黑暗帝國四大天王中的第三個，黑暗帝國歐洲支部長。 年齡：16–17歲，是四人中最年輕的成員。 前世：地球的安迪米奧王子的部下，是Sailor Mercury的戀人。 在動畫版中，他是古舒達的戀人。因暗害地場衛，違反貝爾女王要求將地場衛生擒的命令，因此被貝爾女王處死。（動畫版第35話） 舊動畫版性格陰險，為奪取邪黑水晶，暗算拿拉達，舊動畫版銀水晶分成七顆彩虹水晶，差不多被他全部奪去。 |
| 賽西達（Zoisite） （索伊塞特／佐賽特/萊恩） | （TVB版本）：張錦江, (ViuTV版本)未知(Crystal)           | 職級：黑暗帝國四大天王中的第三個，黑暗帝國歐洲支部長。 年齡：16–17歲，是四人中最年輕的成員。 前世：地球的安迪米奧王子的部下，是Sailor Mercury的戀人。 在動畫版中，他是古舒達的戀人。因暗害地場衛，違反貝爾女王要求將地場衛生擒的命令，因此被貝爾女王處死。（動畫版第35話） 舊動畫版性格陰險，為奪取邪黑水晶，暗算拿拉達，舊動畫版銀水晶分成七顆彩虹水晶，差不多被他全部奪去。 |
| 賽西達（Zoisite） （索伊塞特／佐賽特/萊恩） | 華視：于正昇、曹冀魯 MOMO親子台：曹冀魯 張敦喻(Crystal) | 職級：黑暗帝國四大天王中的第三個，黑暗帝國歐洲支部長。 年齡：16–17歲，是四人中最年輕的成員。 前世：地球的安迪米奧王子的部下，是Sailor Mercury的戀人。 在動畫版中，他是古舒達的戀人。因暗害地場衛，違反貝爾女王要求將地場衛生擒的命令，因此被貝爾女王處死。（動畫版第35話） 舊動畫版性格陰險，為奪取邪黑水晶，暗算拿拉達，舊動畫版銀水晶分成七顆彩虹水晶，差不多被他全部奪去。 |
| 古舒達（Kunzite） （金巴／肯采特／昆扎特／昆采德） | 曾我部和恭→竹本英史（Crystal）                          | 職級：黑暗帝國的中東部門的領袖，是四大天王中的最後一個。 年齡：大約25-26歲。 前世：地球的安迪米奧王子的手下，是四位地球戰士之首。在《Sailor V》的單行本以及漫畫頁中，武內直子均有把他與Sailor Venus放在一起，可見他的地位與Sailor V相等。在Sailor V的漫畫中，曾出現提示他們倆是戀人的畫面。 古舒達與其餘三位地球戰士轉世至地球後，原本尋找安迪米奧王子繼續為其效力，但卻被貝爾女王迷惑利用，成為黑暗帝國的四大天王，並指使他們去對付美少女戰士。在他們四人的惡行相繼失敗後，被貝爾女王相繼懲罰他們化為石頭，並在對付美少女戰士的過程中喚起了前世的記憶，並在化身為石頭前對付米達利亞女王，保護了安迪米奧王子。 在《美少女戰士Crystal》中，他是水手金星前世的戀人。 |
| 古舒達（Kunzite） （金巴／肯采特／昆扎特／昆采德） | （TVB版本）：陳維舜, (ViuTV版本)杜景煜(Crystal)         | 職級：黑暗帝國的中東部門的領袖，是四大天王中的最後一個。 年齡：大約25-26歲。 前世：地球的安迪米奧王子的手下，是四位地球戰士之首。在《Sailor V》的單行本以及漫畫頁中，武內直子均有把他與Sailor Venus放在一起，可見他的地位與Sailor V相等。在Sailor V的漫畫中，曾出現提示他們倆是戀人的畫面。 古舒達與其餘三位地球戰士轉世至地球後，原本尋找安迪米奧王子繼續為其效力，但卻被貝爾女王迷惑利用，成為黑暗帝國的四大天王，並指使他們去對付美少女戰士。在他們四人的惡行相繼失敗後，被貝爾女王相繼懲罰他們化為石頭，並在對付美少女戰士的過程中喚起了前世的記憶，並在化身為石頭前對付米達利亞女王，保護了安迪米奧王子。 在《美少女戰士Crystal》中，他是水手金星前世的戀人。 |
| 古舒達（Kunzite） （金巴／肯采特／昆扎特／昆采德） | 華視：于正昇 MOMO親子台：曹冀魯                         | 職級：黑暗帝國的中東部門的領袖，是四大天王中的最後一個。 年齡：大約25-26歲。 前世：地球的安迪米奧王子的手下，是四位地球戰士之首。在《Sailor V》的單行本以及漫畫頁中，武內直子均有把他與Sailor Venus放在一起，可見他的地位與Sailor V相等。在Sailor V的漫畫中，曾出現提示他們倆是戀人的畫面。 古舒達與其餘三位地球戰士轉世至地球後，原本尋找安迪米奧王子繼續為其效力，但卻被貝爾女王迷惑利用，成為黑暗帝國的四大天王，並指使他們去對付美少女戰士。在他們四人的惡行相繼失敗後，被貝爾女王相繼懲罰他們化為石頭，並在對付美少女戰士的過程中喚起了前世的記憶，並在化身為石頭前對付米達利亞女王，保護了安迪米奧王子。 在《美少女戰士Crystal》中，他是水手金星前世的戀人。 |
| 備註：古舒達、拿拉達、積達、賽西達的名字分別為寶石的名字，分別為斯本居明石、翡翠中的硬玉、翡翠中的軟玉、坦札耐特石。（源自單行本原著第三集） |                                                         | |

#### 其他反派角色
地場衛（燕尾服蒙面俠、安迪米翁，安迪米奥）
配音員：日本→古谷徹；台灣→于正昇（華視）、曹冀魯（MOMO親子台）；香港TVB版本→馮錦堂, ViuTV版本→嚴鎮華(Crystal)
被洗腦後倒戈，後來重新恢復正常。
DD少女組（迪蒂斯）（DD Girls）
於動畫版第45回出場，負責截殺闖入黑暗帝國基地的美少女戰士五人組，最後成功殺掉除月野兔外的四位水手戰士，但自身亦與四位水手戰士同歸於盡。
妖魔七人組／水晶七妖/妖怪七人组
遠古時期的銀水晶被分成七種顏色的碎片，總稱為彩虹水晶，用來分別封印七種大妖。
為了讓銀水晶重新覺醒，彩虹水晶成為黑暗帝國與戰士們尋找與搶奪的目標。而體內封著妖魔七人組的對象，竟都在戰士們的日常生活之中，他们分别是游戏天才、牧师、亚美的同学浦和良、著名画师梦野梦建、元基的同学兼初恋李香、阿玲的爷爷和家养宠猫红色侍者。

### R代

#### 黑月帝國
| 反派人物                                                                                | 配音                                            | 備註 |
| 黑月帝國高層                                                                            |                                                 | |
| 韋之文（Wiseman） （華茲曼/華之蔓/魔導師韋斯曼/威士曼/娃依魯/智者（台版漫畫原著翻譯）） | 丸山詠二→岩崎博(Crystal)                        | 台灣時報出版的彩色映畫版第九集中，說出自己的真實身分是死神，可使用黑魔法，曾用此控制Black Lady本身和意識，導致Black Lady與月野兔等人為敵的幕後黑手。                                                                                              |
| 韋之文（Wiseman） （華茲曼/華之蔓/魔導師韋斯曼/威士曼/娃依魯/智者（台版漫畫原著翻譯）） | TVB：陳曙光 VCD：黃健強                         | 台灣時報出版的彩色映畫版第九集中，說出自己的真實身分是死神，可使用黑魔法，曾用此控制Black Lady本身和意識，導致Black Lady與月野兔等人為敵的幕後黑手。                                                                                              |
| 韋之文（Wiseman） （華茲曼/華之蔓/魔導師韋斯曼/威士曼/娃依魯/智者（台版漫畫原著翻譯）） | 華視：李猶龍 MOMO親子台：曹冀魯                 | 台灣時報出版的彩色映畫版第九集中，說出自己的真實身分是死神，可使用黑魔法，曾用此控制Black Lady本身和意識，導致Black Lady與月野兔等人為敵的幕後黑手。                                                                                              |
| 狄曼多王子（Demand） （狄曼特王子/狄蔓度王子/德曼多王子/依蔓特王子）                    | 鹽澤兼人→宮野真守（Crystal)                     | 喜歡水手月亮 (新希蕾妮蒂女王)。為了得到沉睡中的希蕾妮蒂，而發動水晶東京攻擊戰。舊版動畫中最後為了保護水手月亮而被韋茲曼殺死，死前用他最後的力量對付韋茲曼，在原作則是被水手月亮消滅，新作動畫中一樣是被韋茲曼殺死，但沒有為了保護水手月亮的劇情。 |
| 狄曼多王子（Demand） （狄曼特王子/狄蔓度王子/德曼多王子/依蔓特王子）                    | TVB：何國星 ViuTV：黃榮璋(Crystal)              | 喜歡水手月亮 (新希蕾妮蒂女王)。為了得到沉睡中的希蕾妮蒂，而發動水晶東京攻擊戰。舊版動畫中最後為了保護水手月亮而被韋茲曼殺死，死前用他最後的力量對付韋茲曼，在原作則是被水手月亮消滅，新作動畫中一樣是被韋茲曼殺死，但沒有為了保護水手月亮的劇情。 |
| 狄曼多王子（Demand） （狄曼特王子/狄蔓度王子/德曼多王子/依蔓特王子）                    | 華視：符爽 MOMO親子台：-于正昇}-                | 喜歡水手月亮 (新希蕾妮蒂女王)。為了得到沉睡中的希蕾妮蒂，而發動水晶東京攻擊戰。舊版動畫中最後為了保護水手月亮而被韋茲曼殺死，死前用他最後的力量對付韋茲曼，在原作則是被水手月亮消滅，新作動畫中一樣是被韋茲曼殺死，但沒有為了保護水手月亮的劇情。 |
| 沙菲爾王子（Saphir） （沙非爾王子/沙菲里王子）                                          | 柏倉努                                          | 狄文王子的弟弟，動畫版最後為挽回哥哥的一絲良心，被韋之文殺死。 |
| 沙菲爾王子（Saphir） （沙非爾王子/沙菲里王子）                                          | TVB：郭志權 VCD：劉惠雲 ViuTV：未知(Crystal)    | 狄文王子的弟弟，動畫版最後為挽回哥哥的一絲良心，被韋之文殺死。 |
| 沙菲爾王子（Saphir） （沙非爾王子/沙菲里王子）                                          | 華視：李猶龍 MOMO親子台：曹冀魯                 | 狄文王子的弟弟，動畫版最後為挽回哥哥的一絲良心，被韋之文殺死。 |
| 艾絲美露（Esmeraude） （艾丝美露/艾斯美洛特/愛沙梅洛/艾斯美拉特）                       | 小山茉美→桑島法子（crystal)                     | 喜歡狄文王子。 |
| 艾絲美露（Esmeraude） （艾丝美露/艾斯美洛特/愛沙梅洛/艾斯美拉特）                       | TVB：袁淑珍 VCD：陳安瑩 ViuTV：陳凱婷(Crystal)  | 喜歡狄文王子。 |
| 艾絲美露（Esmeraude） （艾丝美露/艾斯美洛特/愛沙梅洛/艾斯美拉特）                       | 華視：邱佩轝 MOMO親子台：-石采薇}-              | 喜歡狄文王子。 |
| 勞柏活士（Rubeus） （洛巴斯/鲁伯宇斯/魯貝斯）                                           | 高木涉                                          | 因四位美少女戰士用力量守護水晶東京，使水晶東京得以保存，勞柏活士於是和妖邪四姊妹回到過去，攻略各戰士守護的據點。 |
| 勞柏活士（Rubeus） （洛巴斯/鲁伯宇斯/魯貝斯）                                           | TVB：張錦江 ViuTV：鄧燦陽(Crystal)              | 因四位美少女戰士用力量守護水晶東京，使水晶東京得以保存，勞柏活士於是和妖邪四姊妹回到過去，攻略各戰士守護的據點。 |
| 勞柏活士（Rubeus） （洛巴斯/鲁伯宇斯/魯貝斯）                                           | 華視：符爽 MOMO親子台：曹冀魯                   | 因四位美少女戰士用力量守護水晶東京，使水晶東京得以保存，勞柏活士於是和妖邪四姊妹回到過去，攻略各戰士守護的據點。 |
| 黑色淑女/黑暗小姐（Black Lady）                                                         | 荒木香惠→福圓美里（crystal)                     | 被韋之文控制，小小兔變成了黑色淑女，讓黑暗水晶力量入侵地球。 |
| 黑色淑女/黑暗小姐（Black Lady）                                                         | TVB：林元春 VCD：呂慕慈 ViuTV：陳姻岐(Crystal)  | 被韋之文控制，小小兔變成了黑色淑女，讓黑暗水晶力量入侵地球。 |
| 黑色淑女/黑暗小姐（Black Lady）                                                         | 華視：丘梅君 MOMO親子台：龍顯蕙→黃玉奇(Crystal) | 被韋之文控制，小小兔變成了黑色淑女，讓黑暗水晶力量入侵地球。 |
| 魔界四姊妹                                                                              |                                                 | |
| 柏爾（Petz） （大姐- 佩茨/贝茨尼/貝慈）                                                 | 緒方惠美                                        | 和水手木星一樣可以操縱雷電，喜歡沙菲爾王子。暗算卡拉貝拉斯，結果被勞柏活士一起暗算，為同時改邪歸正的兩姊妹。 |
| 柏爾（Petz） （大姐- 佩茨/贝茨尼/貝慈）                                                 | TVB：林丹鳳 VCD：樂蔚 ViuTV：張惠雯(Crystal)    | 和水手木星一樣可以操縱雷電，喜歡沙菲爾王子。暗算卡拉貝拉斯，結果被勞柏活士一起暗算，為同時改邪歸正的兩姊妹。 |
| 柏爾（Petz） （大姐- 佩茨/贝茨尼/貝慈）                                                 | 華視：汪世瑋 MOMO親子台：龍顯蕙 邱佩轝(Crystal) | 和水手木星一樣可以操縱雷電，喜歡沙菲爾王子。暗算卡拉貝拉斯，結果被勞柏活士一起暗算，為同時改邪歸正的兩姊妹。 |
| 加納貝蘭（Calaberas） （二姐- 卡拉貝拉斯/卡拉迪亚斯）                                   | 平松晶子                                        | 武器為鞭子，對應的是可以使用鎖鏈的水手金星，很愛打扮，喜歡勞柏活士。 |
| 加納貝蘭（Calaberas） （二姐- 卡拉貝拉斯/卡拉迪亚斯）                                   | TVB：蔡惠萍 VCD：呂慕慈 ViuTV：未知(Crystal)    | 武器為鞭子，對應的是可以使用鎖鏈的水手金星，很愛打扮，喜歡勞柏活士。 |
| 加納貝蘭（Calaberas） （二姐- 卡拉貝拉斯/卡拉迪亚斯）                                   | 華視：丘梅君 MOMO親子台：石采薇 張雅婕(Crystal) | 武器為鞭子，對應的是可以使用鎖鏈的水手金星，很愛打扮，喜歡勞柏活士。 |
| 巴爾賽（Berthier） （三妹- 貝露琪／柏妾/布鲁斯）                                        | 天野由梨                                        | 和水手水星一樣可以操縱水、霧和冰。 |
| 巴爾賽（Berthier） （三妹- 貝露琪／柏妾/布鲁斯）                                        | TVB：謝潔貞 VCD：陳安瑩 ViuTV：未知(Crystal)    | 和水手水星一樣可以操縱水、霧和冰。 |
| 巴爾賽（Berthier） （三妹- 貝露琪／柏妾/布鲁斯）                                        | 華視：盧亮妤 MOMO親子台：劉如蘋 連思宇(Crystal) | 和水手水星一樣可以操縱水、霧和冰。 |
| 歌雁（Koan） （四妹- 可安／紅安 / 高安）                                                | 山崎和佳奈                                      | 和水手火星一樣可以操縱火，喜歡魯貝斯。 |
| 歌雁（Koan） （四妹- 可安／紅安 / 高安）                                                | TVB：沈小蘭 VCD：楊婉清 ViuTV：未知(Crystal)    | 和水手火星一樣可以操縱火，喜歡魯貝斯。 |
| 歌雁（Koan） （四妹- 可安／紅安 / 高安）                                                | 華視：邱佩轝 MOMO親子台：傅其慧 黃玉奇(Crystal) | 和水手火星一樣可以操縱火，喜歡魯貝斯。 |

#### 魔界樹
R代動畫第1～13集的敵人，為動畫原創敵人。
| 反派人物                      | 配音                            | 備註                                                                                     |
| 岩／艾羅／艾爾 （銀河星十郎） | 綠川光                          | 和安同為外星人，喜歡安，為魔界樹的能源而降落地球，化為人類時化名銀河星十郎，喜歡上小兔。 |
| 岩／艾羅／艾爾 （銀河星十郎） | TVB：陳維舜                     | 和安同為外星人，喜歡安，為魔界樹的能源而降落地球，化為人類時化名銀河星十郎，喜歡上小兔。 |
| 岩／艾羅／艾爾 （銀河星十郎） | 華視：符爽 MOMO親子台：         | 和安同為外星人，喜歡安，為魔界樹的能源而降落地球，化為人類時化名銀河星十郎，喜歡上小兔。 |
| 安／阿欣 / 安安 （銀河夏美）  | 冬馬由美                        | 和岩同為外星人，喜歡岩，化為人類時化名銀河夏美，喜歡上地場衛。                           |
| 安／阿欣 / 安安 （銀河夏美）  | TVB：陸惠玲 VCD：陳安瑩         | 和岩同為外星人，喜歡岩，化為人類時化名銀河夏美，喜歡上地場衛。                           |
| 安／阿欣 / 安安 （銀河夏美）  | 華視：盧亮妤 MOMO親子台：龍顯蕙 | 和岩同為外星人，喜歡岩，化為人類時化名銀河夏美，喜歡上地場衛。                           |
| 魔界樹                        | 中西妙子                        | 魔界樹厭惡它所養育的孩子互相鬥爭，幸好倖存的一對情侶找回愛人之心。                       |
| 魔界樹                        | TVB：謝潔貞 VCD：楊婉清         | 魔界樹厭惡它所養育的孩子互相鬥爭，幸好倖存的一對情侶找回愛人之心。                       |
| 魔界樹                        | 華視：邱佩轝 MOMO親子台：龍顯蕙 | 魔界樹厭惡它所養育的孩子互相鬥爭，幸好倖存的一對情侶找回愛人之心。                       |

#### R代 劇場版（花朵的約定/港譯：星夜傳說）敵人
| 反派人物                  | 配音                           | 備註       |
| 飛奧尼（菲歐雷 / 費安里） | 綠川光                         | 黑暗力量。 |
| 飛奧尼（菲歐雷 / 費安里） | TVB：何國星 VCD：陳欣          | 黑暗力量。 |
| 飛奧尼（菲歐雷 / 費安里） | VCD：陳幼文 MOMO親子台：于正昇 | 黑暗力量。 |
| 琪妮安花妖（凱妮亞的花）  | 冬馬由美                       | 花妖。     |
| 琪妮安花妖（凱妮亞的花）  | TVB：林丹鳳                    | 花妖。     |
| 琪妮安花妖（凱妮亞的花）  | VCD：馮美麗 MOMO親子台：劉如蘋 | 花妖。     |

### S代

#### 死亡毀滅者／死亡變種／死亡巴斯達（Death Busters）
| 反派人物                                                                                     | 配音                                                                                        | 備註 |
| 法蘭克90/科拉奧90(VHS/LD) （Master Pharaoh 90） （法老90）                                   | 不適用→土师孝也（Crystal）                                                                  | 死亡變種的终極首腦，來自達胡星系，來地球的目的是令地球變成「永遠的沉默」。Sailor Saturn醒覺後，使出毀滅之力消滅它，Super Sailor Moon後來代替Sailor Saturn使出最後的一股力量，消滅了法老90。 |
| 女主人9號/米絲多莉爾9號(VHS/LD)（Mistress 9） （蜜斯托瑞絲奈／女王9號 / 九號女王）           | 皆口裕子                                                                                    | 附在土萌螢身上的「惡魔之卵」，被死亡變種內部組織稱為「沉默的彌賽亞」。聖杯出現後，命令死亡變種派出眾多心魔奪取人類純真內心的心靈結晶，以協助其覺醒，最後奪下小小兔的純真心靈結晶後終於覺醒（動畫第34話）。武器就是直長的頭髮攻擊。後來因為Sailor Saturn的覺醒導致女主人9的惡魔之卵破裂而被消滅（動畫第36話）。 |
| 女主人9號/米絲多莉爾9號(VHS/LD)（Mistress 9） （蜜斯托瑞絲奈／女王9號 / 九號女王）           | TVB：沈小蘭 VHS/LD：劉惠雲 ViuTV：姜嘉蕾(Crystal)                                           | 附在土萌螢身上的「惡魔之卵」，被死亡變種內部組織稱為「沉默的彌賽亞」。聖杯出現後，命令死亡變種派出眾多心魔奪取人類純真內心的心靈結晶，以協助其覺醒，最後奪下小小兔的純真心靈結晶後終於覺醒（動畫第34話）。武器就是直長的頭髮攻擊。後來因為Sailor Saturn的覺醒導致女主人9的惡魔之卵破裂而被消滅（動畫第36話）。 |
| 女主人9號/米絲多莉爾9號(VHS/LD)（Mistress 9） （蜜斯托瑞絲奈／女王9號 / 九號女王）           | 華視：謝佼娟 MOMO親子台：劉如蘋                                                             | 附在土萌螢身上的「惡魔之卵」，被死亡變種內部組織稱為「沉默的彌賽亞」。聖杯出現後，命令死亡變種派出眾多心魔奪取人類純真內心的心靈結晶，以協助其覺醒，最後奪下小小兔的純真心靈結晶後終於覺醒（動畫第34話）。武器就是直長的頭髮攻擊。後來因為Sailor Saturn的覺醒導致女主人9的惡魔之卵破裂而被消滅（動畫第36話）。 |
| 土萌創一                                                                                     | 神谷明→桐本拓哉（Crystal）                                                                  | 土萌螢的父親，在土萌萤8歲左右，他的研究室發生大爆炸，小螢的母親當場死亡，小螢和土萌教授亦受了重傷，為了救小螢而和法老90立下契約將身體借給他們，成為死亡變種的高級幹部，也是惡魔之卵的主要製作者。 之後的土萌教授一直被惡魔附身並創立了無限學園作為「死亡變種」的基地。Sailor Uranus和Sailor Neptune前往死亡變種總部時，土萌教授親自對付他們，Sailor Uranus用天空之刃刺穿了附身於土萌教授的惡魔腦袋，最後爆炸死掉了，土萌教授也因此得到解脱恢復意識。漫畫版則是成為完全變種，被Sailor Moon消滅（第9集）。                                                                                              |
| 土萌創一                                                                                     | （TVB版本）：陳永信, (ViuTV版本)未知(Crystal)                                               | 土萌螢的父親，在土萌萤8歲左右，他的研究室發生大爆炸，小螢的母親當場死亡，小螢和土萌教授亦受了重傷，為了救小螢而和法老90立下契約將身體借給他們，成為死亡變種的高級幹部，也是惡魔之卵的主要製作者。 之後的土萌教授一直被惡魔附身並創立了無限學園作為「死亡變種」的基地。Sailor Uranus和Sailor Neptune前往死亡變種總部時，土萌教授親自對付他們，Sailor Uranus用天空之刃刺穿了附身於土萌教授的惡魔腦袋，最後爆炸死掉了，土萌教授也因此得到解脱恢復意識。漫畫版則是成為完全變種，被Sailor Moon消滅（第9集）。                                                                                              |
| 土萌創一                                                                                     | 華視：符爽 MOMO親子台：曹冀魯                                                               | 土萌螢的父親，在土萌萤8歲左右，他的研究室發生大爆炸，小螢的母親當場死亡，小螢和土萌教授亦受了重傷，為了救小螢而和法老90立下契約將身體借給他們，成為死亡變種的高級幹部，也是惡魔之卵的主要製作者。 之後的土萌教授一直被惡魔附身並創立了無限學園作為「死亡變種」的基地。Sailor Uranus和Sailor Neptune前往死亡變種總部時，土萌教授親自對付他們，Sailor Uranus用天空之刃刺穿了附身於土萌教授的惡魔腦袋，最後爆炸死掉了，土萌教授也因此得到解脱恢復意識。漫畫版則是成為完全變種，被Sailor Moon消滅（第9集）。                                                                                              |
| 嘉安莉蘭特／嘉奧莉羅(VHS/LD)（Kaolinite） （卡歐莉奈特／卡歐莉／卡歐莉娜／卡奧妮）           | 上村典子                                                                                    | 土萌教授的秘書兼助手，魔女五人組的首领，擁有其餘四人沒有的更強實力，也是土萌教授的管家，負責照顧土萌萤，經常都以照顧土萌螢為由而偷看阿螢的私人信件。她曾幾乎猜到Sailor Moon的真正身份。先前因為Sailor Uranus的攻擊被封印玻璃死亡（動畫第13話），後來復活後擄走了小小兔，把她純真之心結晶獻給女主人9號（動畫第34話），但不久被土萌教授打到滿佈高壓電流上，被電擊中身亡。 喜歡土萌創一。 |
| 嘉安莉蘭特／嘉奧莉羅(VHS/LD)（Kaolinite） （卡歐莉奈特／卡歐莉／卡歐莉娜／卡奧妮）           | TVB：沈小蘭 VHS/LD：朱妙蘭 ViuTV：未知(Crystal)                                             | 土萌教授的秘書兼助手，魔女五人組的首领，擁有其餘四人沒有的更強實力，也是土萌教授的管家，負責照顧土萌萤，經常都以照顧土萌螢為由而偷看阿螢的私人信件。她曾幾乎猜到Sailor Moon的真正身份。先前因為Sailor Uranus的攻擊被封印玻璃死亡（動畫第13話），後來復活後擄走了小小兔，把她純真之心結晶獻給女主人9號（動畫第34話），但不久被土萌教授打到滿佈高壓電流上，被電擊中身亡。 喜歡土萌創一。 |
| 嘉安莉蘭特／嘉奧莉羅(VHS/LD)（Kaolinite） （卡歐莉奈特／卡歐莉／卡歐莉娜／卡奧妮）           | 華視：丘梅君 MOMO親子台：汪世瑋                                                             | 土萌教授的秘書兼助手，魔女五人組的首领，擁有其餘四人沒有的更強實力，也是土萌教授的管家，負責照顧土萌萤，經常都以照顧土萌螢為由而偷看阿螢的私人信件。她曾幾乎猜到Sailor Moon的真正身份。先前因為Sailor Uranus的攻擊被封印玻璃死亡（動畫第13話），後來復活後擄走了小小兔，把她純真之心結晶獻給女主人9號（動畫第34話），但不久被土萌教授打到滿佈高壓電流上，被電擊中身亡。 喜歡土萌創一。 |
| 魔女五人組（Witches 5）                                                                      |                                                                                             | |
| 尤迪愛/丘莎露(VHS/LD)（Eudial） （尤吉兒/尤姬雅）                                            | 川村万梨阿                                                                                  | 嘉安莉蘭特死後接替她的工作，經常輔導其他成員教學。她常利用電腦尋找擁有內心結晶的人，以汽車運載已經一早準備的惡魔，以特製的水槍拿下受害者的內心結晶，也經常研究出新的研究報告给土萌教授，並且自己研發改良的火焰槍，火焰槍的威力可以直接破解Sailor Moon的必殺技。在動畫版第20回發現Sailor Moon、Sailor Venus、Sailor Uranus與Sailor Neptune的真正身份，但她沒有向組織上報。後來因為聖杯出現，火焰槍被二段變身的Super Sailor Moon打出故障，把自己燒傷，回總部的路上因美眉特的陷害（把車子的刹車掣挖掉）發生車禍死亡（動畫第22回）。 漫畫版則是被Sailor Mars的蛇火炎燒到現出原型，最後被Sailor Moon消滅。 |
| 尤迪愛/丘莎露(VHS/LD)（Eudial） （尤吉兒/尤姬雅）                                            | TVB：林丹鳳 VHS/LD：劉紅芳 ViuTV：黃鳳英(Crystal)                                           | 嘉安莉蘭特死後接替她的工作，經常輔導其他成員教學。她常利用電腦尋找擁有內心結晶的人，以汽車運載已經一早準備的惡魔，以特製的水槍拿下受害者的內心結晶，也經常研究出新的研究報告给土萌教授，並且自己研發改良的火焰槍，火焰槍的威力可以直接破解Sailor Moon的必殺技。在動畫版第20回發現Sailor Moon、Sailor Venus、Sailor Uranus與Sailor Neptune的真正身份，但她沒有向組織上報。後來因為聖杯出現，火焰槍被二段變身的Super Sailor Moon打出故障，把自己燒傷，回總部的路上因美眉特的陷害（把車子的刹車掣挖掉）發生車禍死亡（動畫第22回）。 漫畫版則是被Sailor Mars的蛇火炎燒到現出原型，最後被Sailor Moon消滅。 |
| 尤迪愛/丘莎露(VHS/LD)（Eudial） （尤吉兒/尤姬雅）                                            | 華視：丘梅君 MOMO親子台：劉如蘋                                                             | 嘉安莉蘭特死後接替她的工作，經常輔導其他成員教學。她常利用電腦尋找擁有內心結晶的人，以汽車運載已經一早準備的惡魔，以特製的水槍拿下受害者的內心結晶，也經常研究出新的研究報告给土萌教授，並且自己研發改良的火焰槍，火焰槍的威力可以直接破解Sailor Moon的必殺技。在動畫版第20回發現Sailor Moon、Sailor Venus、Sailor Uranus與Sailor Neptune的真正身份，但她沒有向組織上報。後來因為聖杯出現，火焰槍被二段變身的Super Sailor Moon打出故障，把自己燒傷，回總部的路上因美眉特的陷害（把車子的刹車掣挖掉）發生車禍死亡（動畫第22回）。 漫畫版則是被Sailor Mars的蛇火炎燒到現出原型，最後被Sailor Moon消滅。 |
| 美眉特/美杜(VHS/LD)(Mimete） （蜜美特/米梅朵）                                               | 金井美香                                                                                    | 尤迪愛死後接替她的工作，主要將準備好的惡魔裝進鋼製公事包內，去收集內心結晶。自己獨佔基地的公用電腦，經常看明星偶像勵志青春劇及唱卡拉OK，而且桌子上滿佈零食和明星照片。在動畫版第31回大戰美少女戰士，自己盗用了尤迪愛開發的“魔女瞬間轉換器”，進入屏幕後力大無窮，因為被美眉特搶去工作的天露露懷恨在心，把魔女瞬間轉換器的插頭拔掉，導致被關在螢幕裡，被天露露暗算。 漫畫版被Sailor Uranus的天界震擊敗。 |
| 美眉特/美杜(VHS/LD)(Mimete） （蜜美特/米梅朵）                                               | （TVB版本）：雷碧娜, (ViuTV版本)曾慶珏(Crystal), (VHS/LD版本)劉惠雲                         | 尤迪愛死後接替她的工作，主要將準備好的惡魔裝進鋼製公事包內，去收集內心結晶。自己獨佔基地的公用電腦，經常看明星偶像勵志青春劇及唱卡拉OK，而且桌子上滿佈零食和明星照片。在動畫版第31回大戰美少女戰士，自己盗用了尤迪愛開發的“魔女瞬間轉換器”，進入屏幕後力大無窮，因為被美眉特搶去工作的天露露懷恨在心，把魔女瞬間轉換器的插頭拔掉，導致被關在螢幕裡，被天露露暗算。 漫畫版被Sailor Uranus的天界震擊敗。 |
| 美眉特/美杜(VHS/LD)(Mimete） （蜜美特/米梅朵）                                               | 華視：李宛鳳 MOMO親子台：龍顯蕙                                                             | 尤迪愛死後接替她的工作，主要將準備好的惡魔裝進鋼製公事包內，去收集內心結晶。自己獨佔基地的公用電腦，經常看明星偶像勵志青春劇及唱卡拉OK，而且桌子上滿佈零食和明星照片。在動畫版第31回大戰美少女戰士，自己盗用了尤迪愛開發的“魔女瞬間轉換器”，進入屏幕後力大無窮，因為被美眉特搶去工作的天露露懷恨在心，把魔女瞬間轉換器的插頭拔掉，導致被關在螢幕裡，被天露露暗算。 漫畫版被Sailor Uranus的天界震擊敗。 |
| 天露露/迪露娜(VHS/LD)（Tellu） （迪露兒／泰露兒／趙留留）                                    | 本多知惠子                                                                                  | 無限學園的學生，使用名字「照野留留」。殺掉美眉特後，用改造的植物「天露花」收集內心結晶。在動畫版第32回中，因為Sailor Moon二段變身把所有天露花消滅了，憤怒的她製造出“超级天露花”對付Sailor Moon，禮服幪面俠把天露露收集的內心結晶打掉。由於“超级天露花”會主動纏緊擁有內心結晶的物體自爆，所以天露露被困住，並且與超级天露花一起自爆身亡。 漫畫版被Sailor Pluto的破滅喘鳴擊敗。 |
| 天露露/迪露娜(VHS/LD)（Tellu） （迪露兒／泰露兒／趙留留）                                    | （TVB版本）：謝潔貞, (ViuTV版本)陳凱婷 (Crystal)                                            | 無限學園的學生，使用名字「照野留留」。殺掉美眉特後，用改造的植物「天露花」收集內心結晶。在動畫版第32回中，因為Sailor Moon二段變身把所有天露花消滅了，憤怒的她製造出“超级天露花”對付Sailor Moon，禮服幪面俠把天露露收集的內心結晶打掉。由於“超级天露花”會主動纏緊擁有內心結晶的物體自爆，所以天露露被困住，並且與超级天露花一起自爆身亡。 漫畫版被Sailor Pluto的破滅喘鳴擊敗。 |
| 天露露/迪露娜(VHS/LD)（Tellu） （迪露兒／泰露兒／趙留留）                                    | 華視：龍顯蕙 MOMO親子台：傅其慧                                                             | 無限學園的學生，使用名字「照野留留」。殺掉美眉特後，用改造的植物「天露花」收集內心結晶。在動畫版第32回中，因為Sailor Moon二段變身把所有天露花消滅了，憤怒的她製造出“超级天露花”對付Sailor Moon，禮服幪面俠把天露露收集的內心結晶打掉。由於“超级天露花”會主動纏緊擁有內心結晶的物體自爆，所以天露露被困住，並且與超级天露花一起自爆身亡。 漫畫版被Sailor Pluto的破滅喘鳴擊敗。 |
| 比思伊/菲莉兒(VHS/LD)（Viluy） （比留唯／畢榴優/比利唯）                                     | 鷹森淑乃                                                                                    | 無限學園學生，使用名字「美堂由伊」，在全國統一模擬考試跟水野亞美同分。她用自己製造的微型機械人作為武器，可以分解敵人及奪取人類的內心結晶（動畫版第33回）。因為自己使出攻擊時，Super Sailor Moon的攻擊把她的武器打壞，自己被微型機械人圍攻，最後自身被微型機械人分解，灰飛煙滅。 漫畫版被Sailor Uranus的宇宙劍劈成兩半。 |
| 比思伊/菲莉兒(VHS/LD)（Viluy） （比留唯／畢榴優/比利唯）                                     | （TVB版本）：雷碧娜, (ViuTV版本)未知(Crystal)                                               | 無限學園學生，使用名字「美堂由伊」，在全國統一模擬考試跟水野亞美同分。她用自己製造的微型機械人作為武器，可以分解敵人及奪取人類的內心結晶（動畫版第33回）。因為自己使出攻擊時，Super Sailor Moon的攻擊把她的武器打壞，自己被微型機械人圍攻，最後自身被微型機械人分解，灰飛煙滅。 漫畫版被Sailor Uranus的宇宙劍劈成兩半。 |
| 比思伊/菲莉兒(VHS/LD)（Viluy） （比留唯／畢榴優/比利唯）                                     | 華視：謝佼娟 MOMO親子台：汪世瑋                                                             | 無限學園學生，使用名字「美堂由伊」，在全國統一模擬考試跟水野亞美同分。她用自己製造的微型機械人作為武器，可以分解敵人及奪取人類的內心結晶（動畫版第33回）。因為自己使出攻擊時，Super Sailor Moon的攻擊把她的武器打壞，自己被微型機械人圍攻，最後自身被微型機械人分解，灰飛煙滅。 漫畫版被Sailor Uranus的宇宙劍劈成兩半。 |
| 舒古玲和迪萊莉/絲保妮&波迪露(VHS/LD) （Cyprine & Ptilol） （西普林&普琪洛爾／西普琳&卜琦洛） | 笠原留美                                                                                    | 魔女五人组之一，也是最強的。這兩個是二人同體，同體一心，舒古玲是藍色的，迪莱莉是紅色的，她們倆各有一支魔杖，在敵人對她們作出攻擊時，把兩支魔杖連在一起，吸收敵人的攻擊力量，然後再轉化為自己的力量，弱點是二人不能單獨行動。Sailor Mercury使出皂泡紛飛，因為她們看不清楚，被Sailor Mars和Sailor Jupiter分散來引誘，最後攻擊的時候誤中對方，然後產生大爆炸死亡。雙胞胎姊妹，善用分身術，登場一集即亡，為動畫版最後出場的魔女。 漫畫版被Super Sailor Moon的虹色月心激擊敗。 |
| 舒古玲和迪萊莉/絲保妮&波迪露(VHS/LD) （Cyprine & Ptilol） （西普林&普琪洛爾／西普琳&卜琦洛） | （TVB版本）： 林丹鳳（舒古玲） 雷碧娜（迪萊莉）, (ViuTV版本)未知(Crystal)                   | 魔女五人组之一，也是最強的。這兩個是二人同體，同體一心，舒古玲是藍色的，迪莱莉是紅色的，她們倆各有一支魔杖，在敵人對她們作出攻擊時，把兩支魔杖連在一起，吸收敵人的攻擊力量，然後再轉化為自己的力量，弱點是二人不能單獨行動。Sailor Mercury使出皂泡紛飛，因為她們看不清楚，被Sailor Mars和Sailor Jupiter分散來引誘，最後攻擊的時候誤中對方，然後產生大爆炸死亡。雙胞胎姊妹，善用分身術，登場一集即亡，為動畫版最後出場的魔女。 漫畫版被Super Sailor Moon的虹色月心激擊敗。 |
| 舒古玲和迪萊莉/絲保妮&波迪露(VHS/LD) （Cyprine & Ptilol） （西普林&普琪洛爾／西普琳&卜琦洛） | 華視： 龍顯蕙（西普琳） 李宛鳳（普琪洛爾） MOMO親子台： 石采薇（普琪洛爾） 傅其慧（西普林） | 魔女五人组之一，也是最強的。這兩個是二人同體，同體一心，舒古玲是藍色的，迪莱莉是紅色的，她們倆各有一支魔杖，在敵人對她們作出攻擊時，把兩支魔杖連在一起，吸收敵人的攻擊力量，然後再轉化為自己的力量，弱點是二人不能單獨行動。Sailor Mercury使出皂泡紛飛，因為她們看不清楚，被Sailor Mars和Sailor Jupiter分散來引誘，最後攻擊的時候誤中對方，然後產生大爆炸死亡。雙胞胎姊妹，善用分身術，登場一集即亡，為動畫版最後出場的魔女。 漫畫版被Super Sailor Moon的虹色月心激擊敗。 |
| 備註：心魔（妖魔的統稱）／惡魔／戴蒙，為惡魔之卵與某東西經電擊結合而誕生。                   |                                                                                             | |

#### S代 劇場版(輝夜姬的戀人/港譯：水晶計劃）敵人
輝夜姬公主（冰雪竹姬公主）
配音員：日本→增山江威子；台灣→馮美麗（VCD）汪世瑋（MOMO親子台）；香港戲院版本→林丹鳳；香港TVB版本→袁淑珍
冰雪舞孃
配音員：日本→永島由子、小野寺麻理子；台灣→劉如蘋

### SuperS代

#### 死亡月亮馬戲團
| 反派人物 | 配音                                                     | 備註 |
| 妮赫蕾妮亞／妮黑蕾亞女王／納莉尼亞女王 / 赫雷妮亞女王（Nehelennia） | 榊原良子 → 菜菜緒                                        | 嫉妒希蕾妮蒂的誕生，借用了睡公主的故事。曾提及過去被希蕾妮蒂女王封印。 |
| 妮赫蕾妮亞／妮黑蕾亞女王／納莉尼亞女王 / 赫雷妮亞女王（Nehelennia） | TVB版本：謝潔貞→袁淑珍（第五季） 香港影碟版本：錢惠玲    | 嫉妒希蕾妮蒂的誕生，借用了睡公主的故事。曾提及過去被希蕾妮蒂女王封印。 |
| 妮赫蕾妮亞／妮黑蕾亞女王／納莉尼亞女王 / 赫雷妮亞女王（Nehelennia） | 華視：邱佩轝 MOMO親子台：劉如蘋                          | 嫉妒希蕾妮蒂的誕生，借用了睡公主的故事。曾提及過去被希蕾妮蒂女王封印。 |
| 珠兒可妮亞／吉樂科尼亞／吉哥妮亞 （TVB港譯：時來科亞／影碟港譯：節哥尼亞）（Zirconia） | 京田尚子 → 渡邊直美（Eternal）                           | 是妮赫蕾妮亞因過度沉迷於不朽的美貌和青春，將美貌封存於鏡子中，醜陋的內心和腐朽的肉身所呈現的面貌。 |
| 珠兒可妮亞／吉樂科尼亞／吉哥妮亞 （TVB港譯：時來科亞／影碟港譯：節哥尼亞）（Zirconia） | TVB版本：源家祥 香港影碟版本：劉昭文                     | 是妮赫蕾妮亞因過度沉迷於不朽的美貌和青春，將美貌封存於鏡子中，醜陋的內心和腐朽的肉身所呈現的面貌。 |
| 珠兒可妮亞／吉樂科尼亞／吉哥妮亞 （TVB港譯：時來科亞／影碟港譯：節哥尼亞）（Zirconia） | 華視：謝佼娟 MOMO親子台：                                | 是妮赫蕾妮亞因過度沉迷於不朽的美貌和青春，將美貌封存於鏡子中，醜陋的內心和腐朽的肉身所呈現的面貌。 |
| 亞馬遜三重奏（港譯：亞瑪遜三人組） 亞馬遜三重奏中的三人原是動物，被賦予魔法化成為人類(原作是亞馬遜四重奏施法，一開始就知道自己是動物變成的，動畫改成珠兒可妮亞/妮赫蕾妮亞在侵略之前就已施法然後隱瞞他們直到他們失敗太多失去利用價值即將被亞馬遜四重奏頂替前才告知)，最後因為被天馬賦予了魔力，而成為真正的人類。 |                                                          | |
| 虎之眼／虎之目 / 老虎愛將 （港譯：老虎眼）（Tiger's Eye） | 置鮎龍太郎 → 日野聰（Eternal）                           | 亞馬遜三重奏之首。喜愛年輕女子，常以此作為攻擊目標，自戀。使用鞭子。長相極為帥氣，常會不自覺的覺得對方一定喜歡上它了。原身是一隻老虎。 |
| 虎之眼／虎之目 / 老虎愛將 （港譯：老虎眼）（Tiger's Eye） | TVB版本：何國星 香港影碟版本：劉文光                     | 亞馬遜三重奏之首。喜愛年輕女子，常以此作為攻擊目標，自戀。使用鞭子。長相極為帥氣，常會不自覺的覺得對方一定喜歡上它了。原身是一隻老虎。 |
| 虎之眼／虎之目 / 老虎愛將 （港譯：老虎眼）（Tiger's Eye） | 華視：李猶龍 MOMO親子台：                                | 亞馬遜三重奏之首。喜愛年輕女子，常以此作為攻擊目標，自戀。使用鞭子。長相極為帥氣，常會不自覺的覺得對方一定喜歡上它了。原身是一隻老虎。 |
| 鷹之眼／鷹之目 / 老鷹愛將 （港譯：禿鷹眼）（Hawk's Eye） | 古川登志夫 → 豐永利行（Eternal）                         | 跟虎之眼常常吐槽，喜愛熟女、年長的女性，尤其有母愛光輝的女性更是不可抗拒。攻擊時使用火把噴出火燄，也常常使用羽毛。原身是一隻鷹。個性是三人中最冷靜穩重。心裡其實很關心伙伴，但表面很冷靜。在動畫版第22集裡為保護魚眼而死，死前才告訴二人他希望他們三人都在一起，並一起變成人類 (其實後者是魚眼的最大願望)。                                                                                     |
| 鷹之眼／鷹之目 / 老鷹愛將 （港譯：禿鷹眼）（Hawk's Eye） | TVB版本：鄺樹培 香港影碟版本：李建良                     | 跟虎之眼常常吐槽，喜愛熟女、年長的女性，尤其有母愛光輝的女性更是不可抗拒。攻擊時使用火把噴出火燄，也常常使用羽毛。原身是一隻鷹。個性是三人中最冷靜穩重。心裡其實很關心伙伴，但表面很冷靜。在動畫版第22集裡為保護魚眼而死，死前才告訴二人他希望他們三人都在一起，並一起變成人類 (其實後者是魚眼的最大願望)。                                                                                     |
| 鷹之眼／鷹之目 / 老鷹愛將 （港譯：禿鷹眼）（Hawk's Eye） | （華視）：符爽 （MOMO親子台）：曹冀魯                    | 跟虎之眼常常吐槽，喜愛熟女、年長的女性，尤其有母愛光輝的女性更是不可抗拒。攻擊時使用火把噴出火燄，也常常使用羽毛。原身是一隻鷹。個性是三人中最冷靜穩重。心裡其實很關心伙伴，但表面很冷靜。在動畫版第22集裡為保護魚眼而死，死前才告訴二人他希望他們三人都在一起，並一起變成人類 (其實後者是魚眼的最大願望)。                                                                                     |
| 魚之眼／魚之目 / 魚眼愛將 （港譯：美魚眼）（Fish Eye） | 石田彰 → 蒼井翔太（Eternal）                             | 有微曲而長的藍髮，長得很美，喜愛男扮女裝，以男性作為攻擊目標 (因此常被虎眼及鷹眼吐糟)。三人中最矮最活潑，像個小弟弟/妹妹，可愛。原身是一條熱帶魚，使用小飛刀（可是常擲不中目標）和冰封等攻擊技能。 很羨慕小兔有許多美麗的夢想。 個性是三人中最多愁聰敏，(在動畫裡) 他是第一個思考到他們的生命意義，發現他們沒有夢想之鏡及質疑上司對他們說的話的真實性(沒有夢想之鏡是否算真正的人類)而被懲罰的。 |
| 魚之眼／魚之目 / 魚眼愛將 （港譯：美魚眼）（Fish Eye） | TVB版本：蔡惠萍 香港影碟版本：郭立文及劉惠雲(女性形態時) | 有微曲而長的藍髮，長得很美，喜愛男扮女裝，以男性作為攻擊目標 (因此常被虎眼及鷹眼吐糟)。三人中最矮最活潑，像個小弟弟/妹妹，可愛。原身是一條熱帶魚，使用小飛刀（可是常擲不中目標）和冰封等攻擊技能。 很羨慕小兔有許多美麗的夢想。 個性是三人中最多愁聰敏，(在動畫裡) 他是第一個思考到他們的生命意義，發現他們沒有夢想之鏡及質疑上司對他們說的話的真實性(沒有夢想之鏡是否算真正的人類)而被懲罰的。 |
| 魚之眼／魚之目 / 魚眼愛將 （港譯：美魚眼）（Fish Eye） | （華視）：龍顯蕙 （MOMO親子台）：傅其慧                  | 有微曲而長的藍髮，長得很美，喜愛男扮女裝，以男性作為攻擊目標 (因此常被虎眼及鷹眼吐糟)。三人中最矮最活潑，像個小弟弟/妹妹，可愛。原身是一條熱帶魚，使用小飛刀（可是常擲不中目標）和冰封等攻擊技能。 很羨慕小兔有許多美麗的夢想。 個性是三人中最多愁聰敏，(在動畫裡) 他是第一個思考到他們的生命意義，發現他們沒有夢想之鏡及質疑上司對他們說的話的真實性(沒有夢想之鏡是否算真正的人類)而被懲罰的。 |
| 亞瑪遜四重奏（參見本條目其他戰士一欄。） |                                                          | |
| 其他 |                                                          | |
| 影妖／蕾姆蕾西／亡靈／放射線妖（妖魔的統稱） | 不適用                                                   | |
| 镜之舞娘（Mirror Paredri） | 不適用                                                   | 妮黑蕾亞女王的夢想之鏡在自己弄破之後，降落地上的完成體。可以說是死亡月球女王納莉尼亞自身的分身，每打破之後数量就會增加。 |

#### SuperS代 劇場版敵人
SuperS代 劇場版（夢想的黑洞／原日文意思 : 水手九戰士集合！夢想黑洞的奇蹟）敵人
芭蒂雅奴女王（Madam Vadiane）
配音員：日本→吉田理保子 ; 台灣→朱憶華（VCD）、石薇（MOMO親子台）
佩魯魯／貝鲁鲁
配音員：日本→坂本千夏 ; 台灣→馮美麗（VCD）、傅其慧（MOMO親子台）
普普朗（Pupuran）
配音員：日本→飛田展男 ; 台灣→陳幼文（VCD）、于正昇（MOMO親子台）
Oranjiya
配音員：日本→中井和哉
芭彼安
配音員：日本→風間信彦
胖寶寶（糖寶寶）
配音員：日本→小野綾子、宇和川惠美

#### 地靈
地靈「煩惱」（出現於漫畫第13卷番外及SS劇場版亞美的初戀）—
配音員：日本→伊倉一惠；台灣→龍顯蕙
地靈「逃避」（出現於第13卷番外真琴的憂鬱）
鬼之女（出現於第13卷番外阿麗及美奈子的女校戰爭）

### STARS代

#### 銀河之影
銀河之影是來自太陽系之外的侵略者，主要收集水手戰士的星球種子，目的是再創造一個嶄新的銀河系。星球種子是生物體內的光輝結晶，而水手戰士的星球種子則是擁有星星不滅的光輝。
在地球上以銀河電視台為掩護，出場的幹部人物都是以星探造型攻擊名人與藝人居多。
| 反派人物                                                           | 配音                                    | 備註 |
| 水手卡俄斯                                                         | 不適用                                  | 全宇宙的水手战士们最大的敵人。漫画版中则是衍生出所有黑暗势力的最高头目，动画版中则是人们心中的黑暗所产生出来的邪恶力量，在整个银河系中唯独只有水手嘉拉西亚才能勉强将它封印在自己的身体里，但黑暗力量还扔在不断增强，直到占据水手嘉拉西亚的意志与身体，并操控嘉拉西亚君临整个银河系并毁灭银河系所有星球。                                        |
| 水手凱拉克西雅／凱拉克西雅／嘉拉西亞 / 蓋拉西亞 （Sailor Galaxia） | 堀江美都子 → 林原惠（Cosmos）           | 銀河系最強水手戰士的傳說，封印混沌在自己身體內，自身卻慢慢偏向極端，不斷毀滅有水手戰士的星球。身上的凱拉克西雅手鐲有無比的能力，失去星球種子的戰士若帶上手鐲就不會消失身體，也會隨之效忠凱拉克西雅。 在漫畫中水手凱拉克西雅的前身是銀河中最不起眼的水手戰士，亦代表破壞的戰士，未成為破壞戰士前，為波浪長金髮美女。漫畫版有提及守護石為青金石。 |
| 水手凱拉克西雅／凱拉克西雅／嘉拉西亞 / 蓋拉西亞 （Sailor Galaxia） | TVB：雷碧娜 VCD：羅嘉玲                 | 銀河系最強水手戰士的傳說，封印混沌在自己身體內，自身卻慢慢偏向極端，不斷毀滅有水手戰士的星球。身上的凱拉克西雅手鐲有無比的能力，失去星球種子的戰士若帶上手鐲就不會消失身體，也會隨之效忠凱拉克西雅。 在漫畫中水手凱拉克西雅的前身是銀河中最不起眼的水手戰士，亦代表破壞的戰士，未成為破壞戰士前，為波浪長金髮美女。漫畫版有提及守護石為青金石。 |
| 水手凱拉克西雅／凱拉克西雅／嘉拉西亞 / 蓋拉西亞 （Sailor Galaxia） | （華視）：謝佼娟 （MOMO親子台）：傅其慧 | 銀河系最強水手戰士的傳說，封印混沌在自己身體內，自身卻慢慢偏向極端，不斷毀滅有水手戰士的星球。身上的凱拉克西雅手鐲有無比的能力，失去星球種子的戰士若帶上手鐲就不會消失身體，也會隨之效忠凱拉克西雅。 在漫畫中水手凱拉克西雅的前身是銀河中最不起眼的水手戰士，亦代表破壞的戰士，未成為破壞戰士前，為波浪長金髮美女。漫畫版有提及守護石為青金石。 |
| 水手鐵鼠／水手之星鐵鼠／根津宙子／ （Sailor Iron Mouse）           | 原榮里子 → 小泉瀨奈（Cosmos）           | 糊里糊塗，講話有點自大，招牌是那兩個耳朵。常常挑些對方很帥或是很美的人物來作目標，講話常有啾的開頭。最不滿Sailor Moon 說 我就是代替愛與正義的…，她全都無視。最後因連續失敗而被凱拉克西雅沒收手環而粉碎。 |
| 水手鐵鼠／水手之星鐵鼠／根津宙子／ （Sailor Iron Mouse）           | TVB：林元春 VCD：林美卿                 | 糊里糊塗，講話有點自大，招牌是那兩個耳朵。常常挑些對方很帥或是很美的人物來作目標，講話常有啾的開頭。最不滿Sailor Moon 說 我就是代替愛與正義的…，她全都無視。最後因連續失敗而被凱拉克西雅沒收手環而粉碎。 |
| 水手鐵鼠／水手之星鐵鼠／根津宙子／ （Sailor Iron Mouse）           | （華視）：盧亮妤 （MOMO親子台）：劉如蘋 | 糊里糊塗，講話有點自大，招牌是那兩個耳朵。常常挑些對方很帥或是很美的人物來作目標，講話常有啾的開頭。最不滿Sailor Moon 說 我就是代替愛與正義的…，她全都無視。最後因連續失敗而被凱拉克西雅沒收手環而粉碎。 |
| 水手鋁海妖／水手阿露密賽倫／綾玲子 （Sailor Aluminum Seiren）      | 井上喜久子 → 村瀨步（Cosmos）           | 漫畫版是來自於人魚星的戰士。TV版性格有點大而化之，喜歡吃甜食美食餅乾，天然呆，常被水手鉛烏鴉說做事要認真點，工作時則變為殘忍無情外，也會設置一些陷阱給敵人。最後因連續失敗而被凱拉克西雅沒收手環而死。 |
| 水手鋁海妖／水手阿露密賽倫／綾玲子 （Sailor Aluminum Seiren）      | TVB：蔡惠萍 VCD：陳凱婷                 | 漫畫版是來自於人魚星的戰士。TV版性格有點大而化之，喜歡吃甜食美食餅乾，天然呆，常被水手鉛烏鴉說做事要認真點，工作時則變為殘忍無情外，也會設置一些陷阱給敵人。最後因連續失敗而被凱拉克西雅沒收手環而死。 |
| 水手鋁海妖／水手阿露密賽倫／綾玲子 （Sailor Aluminum Seiren）      | （華視）：盧亮妤 （MOMO親子台）：       | 漫畫版是來自於人魚星的戰士。TV版性格有點大而化之，喜歡吃甜食美食餅乾，天然呆，常被水手鉛烏鴉說做事要認真點，工作時則變為殘忍無情外，也會設置一些陷阱給敵人。最後因連續失敗而被凱拉克西雅沒收手環而死。 |
| 水手鉛烏鴉／水手雷特庫洛／烏丸茜 （Sailor Lead Crow）              | 鈴鹿千春 → 日笠陽子（Cosmos）           | 漫畫版是來自烏鴉星的戰士。常說鋁海妖是自己最大的對手或搭档。最後被水手錫貓給暗算，死在自己準備的黑洞，凱拉克西雅的四名手下中，唯一非因被凱拉克西雅殺害而死亡的水手戰士。 容易緊張，脾氣暴躁。十分為鋁海妖著想，深怕鋁海妖業績不好而被嘉拉西亞處罰，武器是鞭子                                                                                   |
| 水手鉛烏鴉／水手雷特庫洛／烏丸茜 （Sailor Lead Crow）              | TVB：盧素娟 VCD：羅嘉玲                 | 漫畫版是來自烏鴉星的戰士。常說鋁海妖是自己最大的對手或搭档。最後被水手錫貓給暗算，死在自己準備的黑洞，凱拉克西雅的四名手下中，唯一非因被凱拉克西雅殺害而死亡的水手戰士。 容易緊張，脾氣暴躁。十分為鋁海妖著想，深怕鋁海妖業績不好而被嘉拉西亞處罰，武器是鞭子                                                                                   |
| 水手鉛烏鴉／水手雷特庫洛／烏丸茜 （Sailor Lead Crow）              | （華視）：謝佼娟 （MOMO親子台）：龍顯蕙 | 漫畫版是來自烏鴉星的戰士。常說鋁海妖是自己最大的對手或搭档。最後被水手錫貓給暗算，死在自己準備的黑洞，凱拉克西雅的四名手下中，唯一非因被凱拉克西雅殺害而死亡的水手戰士。 容易緊張，脾氣暴躁。十分為鋁海妖著想，深怕鋁海妖業績不好而被嘉拉西亞處罰，武器是鞭子                                                                                   |
| 水手錫貓／水手錫喵／水手茶鹼娘子 （Sailor Tin Cat）                | 大谷育江 → 伊瀨茉莉也（Cosmos）         | 陰險狡猾、爱貪小便宜，總是喜歡撿別人便宜，不喜歡負責任，喜歡偷襲敵人，卻愛搶功。漫畫版是跟露娜、阿爾特米斯來自貓星球的水手戰士。在電視上受到水手蜜月治療之吻的影響，曾有過半身恢復為白色装束的造型。最後被凱拉克西雅殺害。 |
| 水手錫貓／水手錫喵／水手茶鹼娘子 （Sailor Tin Cat）                | TVB：林元春 VCD：劉惠雲                 | 陰險狡猾、爱貪小便宜，總是喜歡撿別人便宜，不喜歡負責任，喜歡偷襲敵人，卻愛搶功。漫畫版是跟露娜、阿爾特米斯來自貓星球的水手戰士。在電視上受到水手蜜月治療之吻的影響，曾有過半身恢復為白色装束的造型。最後被凱拉克西雅殺害。 |
| 水手錫貓／水手錫喵／水手茶鹼娘子 （Sailor Tin Cat）                | （華視）：丘梅君 （MOMO親子台）：劉如蘋 | 陰險狡猾、爱貪小便宜，總是喜歡撿別人便宜，不喜歡負責任，喜歡偷襲敵人，卻愛搶功。漫畫版是跟露娜、阿爾特米斯來自貓星球的水手戰士。在電視上受到水手蜜月治療之吻的影響，曾有過半身恢復為白色装束的造型。最後被凱拉克西雅殺害。 |
| 噬菌體 （Phage）                                                   | 不適用                                  | 妖魔的統稱 失去星球種子光輝的生命體，動畫版特有的設定。 當普通人被嘉拉西亞手鐲攻擊時就會出現星宿種子，非水手戰士的星宿種子而會立即失去光輝，宿主就會變成水手戰士噬菌體姿態。噬菌體的造型設定跟該被攻擊人物的職業以及興趣加以誇大展開。 |

#### TV版沒出現的敵方水手戰士
水手摩妮摩西
配音員：日本→伊藤加奈惠（Cosmos）
掌管記憶沙漠之河的戰士，個性善良不愛殺戮。
水手蕾蒂
配音員：日本→三上枝織（Cosmos）
掌管遺忘沙漠之河的戰士。與摩妮摩西是一對双胞姐妹。忘之川的守護者，為了保護妹妹十分堅強對敵人不會留情。
水手重金屬蝴蝶／Sailor Heavy Metal Papillon
配音員：日本→工藤晴香（Cosmos）
水手墓園的守護者。揮舞著死亡黑蝶招來詭異的火焰，燃燒掉水手戰士的身體剩下星球種子。
水手凱伊 X - 水手法依 Φ
配音員：日本→小松由佳&水澤史繪（Cosmos）
兩人一組，是最後水手靈魂隊伍的戰士。守護水手水晶花園 X Φ兩字是來自希臘文。是嘉拉西亞最忠心的追隨者。